# Martinica
Martinica (en francés, Martinique; en criollo de Martinica, Matinik o Matnik) es una isla con estatus de región y departamento de ultramar de Francia, que forma parte integrante de la República Francesa y de la Unión Europea como región ultraperiférica. En tanto colectividad territorial única, tan solo consta de una asamblea que reagrupa las competencias del Consejo regional y departamental. Aunque el cercano departamento de ultramar Guadalupe es de mayor tamaño (está conformado por varias islas), Martinica es la séptima isla más extensa del archipiélago de las Antillas en el mar Caribe. Está ubicada al norte de Santa Lucía y al sur de Dominica, en las Antillas Menores. El idioma oficial es el francés, pero la población habla también el criollo martiniqués (créole martiniquais). Forma parte del Caribe francófono.

## Etimología
Debe su nombre a Cristóbal Colón, quien la descubrió en 1502. Se llamaba Jouanacaëra-Matinino y estaba habitada por los caribes. Esta isla pertenece al grupo de las llamadas Antillas Menores y dentro de este pertenece al grupo de las llamadas Islas de Barlovento. Pertenece a Francia desde 1635. Es montañosa y de origen volcánico.

## Historia

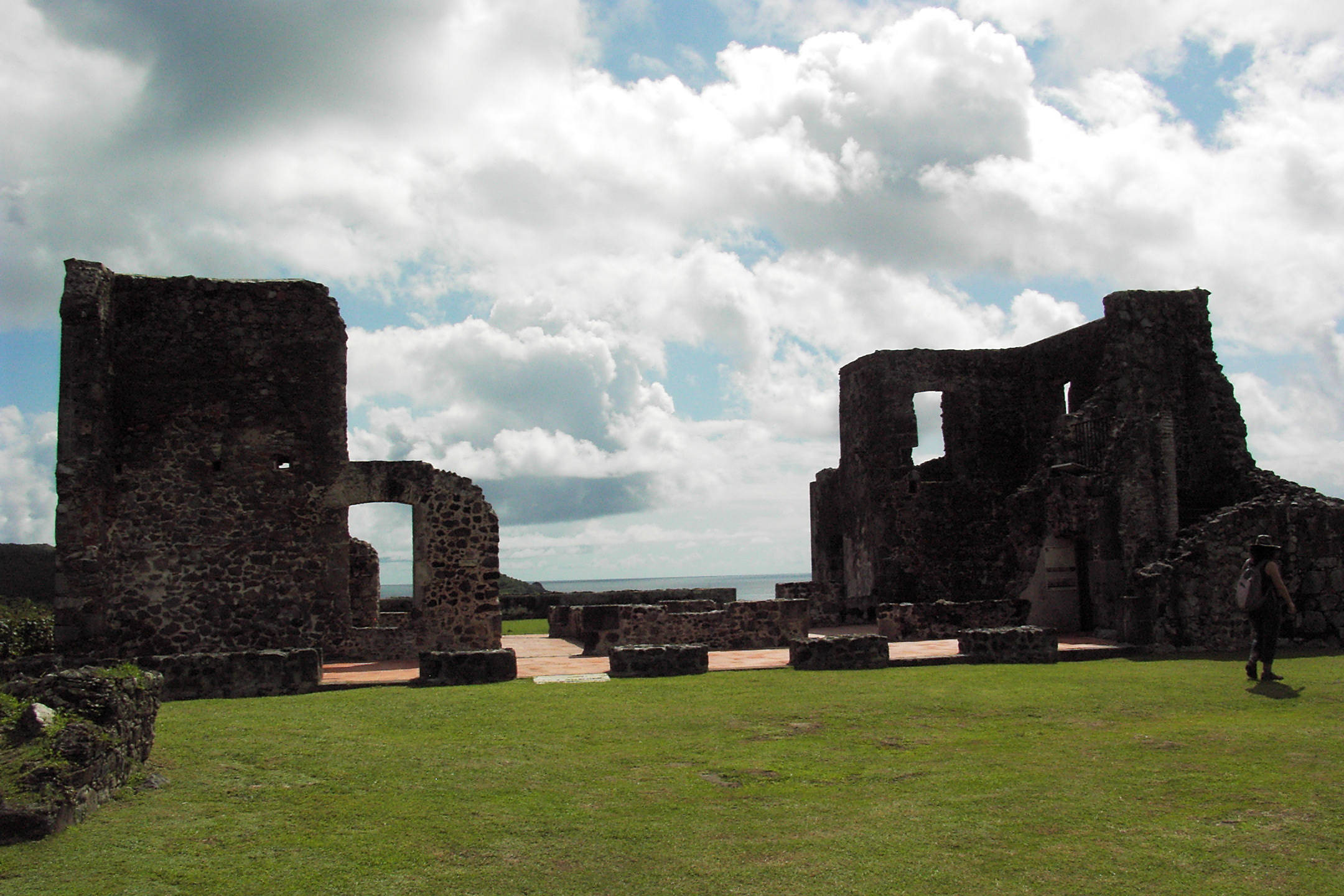
Ruinas del Château Dubuc, monumento histórico de Francia.

### Etapa Precolombina
Se cree que las Antillas Menores estuvieron habitadas entre el 10.000 y el 5.000 a. C., pero no hay pruebas de ello hasta la fecha. Los vestigios más antiguos de seres humanos en las Antillas Menores se encuentran en el yacimiento de Norman Estate, en Saint-Martin, y están datados entre 2400 y 1900 a. C. Los primeros rastros de amerindios en Martinica han sido atestiguados arqueológicamente en el siglo I.
Estos primeros habitantes proceden de la Amazonia y son de la cultura saladoide, llamada así por el sitio homónimo venezolano de Saladero. Generalmente se les denomina arahuacos, aunque este término impreciso se refiere más ampliamente a una familia lingüística a la que pertenecen muchas poblaciones amerindias de la Amazonia, incluidas las poblaciones kali'na o caribes.
Esta población productora de cerámica extremadamente decorada ocupaba principalmente las estribaciones del monte Pelee. Practicaban la agricultura, la pesca y la recolección. El yacimiento arqueológico de Vivé, en la comuna de Lorrain, es característico de esta primera ocupación de la isla. Este asentamiento costero fue excavado entre 1996 y 2001. También está en el centro de un proyecto de descubrimiento e investigación llevado a cabo por la Comunidad de Municipios del Norte de Martinica.

### Colonización Europea
Cristóbal Colón fue el primer navegante europeo en llegar a la isla el 15 de junio de 1502. Pero, salvo en tres ocasiones (1762-1763, 1794-1802 y 1809-1815) en que ha sido ocupada por el Imperio británico, la isla ha permanecido bajo dominio francés desde su colonización, en 1635. Martinica está dominada por el volcán Monte Pelée, de 1397 m s. n. m., que hizo erupción el 8 de mayo de 1902 durante el llamado Cataclismo de Martinica, destruyendo completamente Saint Pierre, el primer asentamiento europeo en la isla, y matando a más de 30 000 personas. La población se ha venido recuperando desde entonces, y actualmente la isla es una de las más pobladas de la región.
Marie-Josèphe Rose Tascher de la Pagerie, conocida como Josefina de Beauharnais, quien se casó en segundas nupcias con Napoleón I Bonaparte, nació en una plantación martiniqueña de esclavos, propiedad de su familia, llamada La Pagerie. Su segundo esposo fue el responsable de restablecer la esclavitud en la isla a partir de 1794, razón por la cual su imagen en la isla continúa siendo muy negativa. La estatua que la representa en Fort-de-France, ha sido decapitada en varias ocasiones.
Durante las primeras décadas de la ocupación francesa, la fuente principal de la isla era la producción de alimentos, como tabaco, añil, cacao. La crisis del tabaco de la segunda mitad del siglo XVII, hizo que las primeras plantaciones se arruinasen, así como la producción de azúcar.

### Producción de azúcar

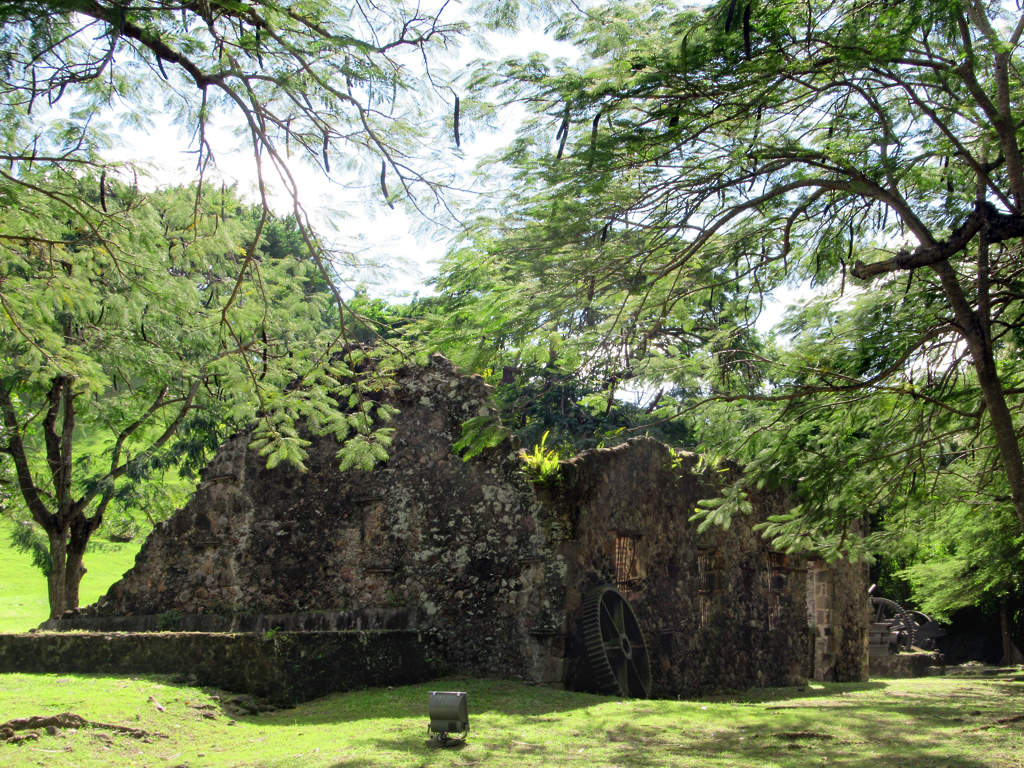
Ruinas de una antigua Destilería en Martinica.

El monocultivo de la caña de azúcar formó parte del paisaje y de la cultura criolla que dominaron la economía hasta la segunda mitad del siglo XX. Este cultivo lo realizaban los esclavos africanos que eran traídos a la isla, y tenían el apodo de los “treinta y tres”. El cultivo de la caña dio lugar al desarrollo de comercio triangular (Europa, África, América), por lo cual provocó una rápida afluencia de población de esclavos africanos a las posesiones francesas en América.
A petición de la Compañía de las Islas Americanas, el mercader de Ruan, de origen neerlandés, Daniel Trézel instaló el primer ingenio azucarero en Martinica en 1640, tres años después de que Peter Blower hiciera lo mismo en la isla inglesa de Barbados. Jacques Dyel, gobernador del Parquet, haría pleno uso de esta contribución una década más tarde, en 1650, cuando la Compañía de las Islas Americanas se arruinó y la recompró por 41.500 francos.
En 1654, según el testimonio de Antoine Biet, de regreso de la Guayana, los holandeses que huían de Brasil fueron acogidos en cambio en Guadalupe, desde donde relató el regreso de tres barcos de Brasil, que los holandeses acababan de abandonar definitivamente tras diez años de lucha contra los portugueses, el período neerlandés de la historia de Pernambuco.
"Había unos 1.200, de los cuales no había ni 50 holandeses naturales, todos los demás eran mestizos o esclavos negros que "querían seguir" a sus amos, escribió en 1664, diez años después, en un testimonio indirecto, el único del paso de los holandeses, que es cuestionable porque el gobernador Houel necesitaba legitimar el desarrollo de la esclavitud.
En Brasil, los plantadores portugueses se levantaron contra los holandeses ya en 1642, Fernandès Vieira ganó dos importantes batallas en 1645. En 1636, los primeros esclavos se vendieron todos a crédito, pero en 1644 y 1645, la proporción vendida al contado aumentó al 78% y al 100% respectivamente, lo que refleja la aprensión de los holandeses, que sentían que Brasil les sería arrebatado pronto.
El imperio neerlandés fue rápidamente expulsado en la segunda mitad del siglo XVII, por la lucha entre británicos y franceses. Todos los grandes conflictos europeos fueron por dominar el Caribe. Martinica fue una posesión británica, pero durante períodos relativamente cortos. Pasa a ser territorio francés después de 1816.

### Conflictos con los indios del Caribe

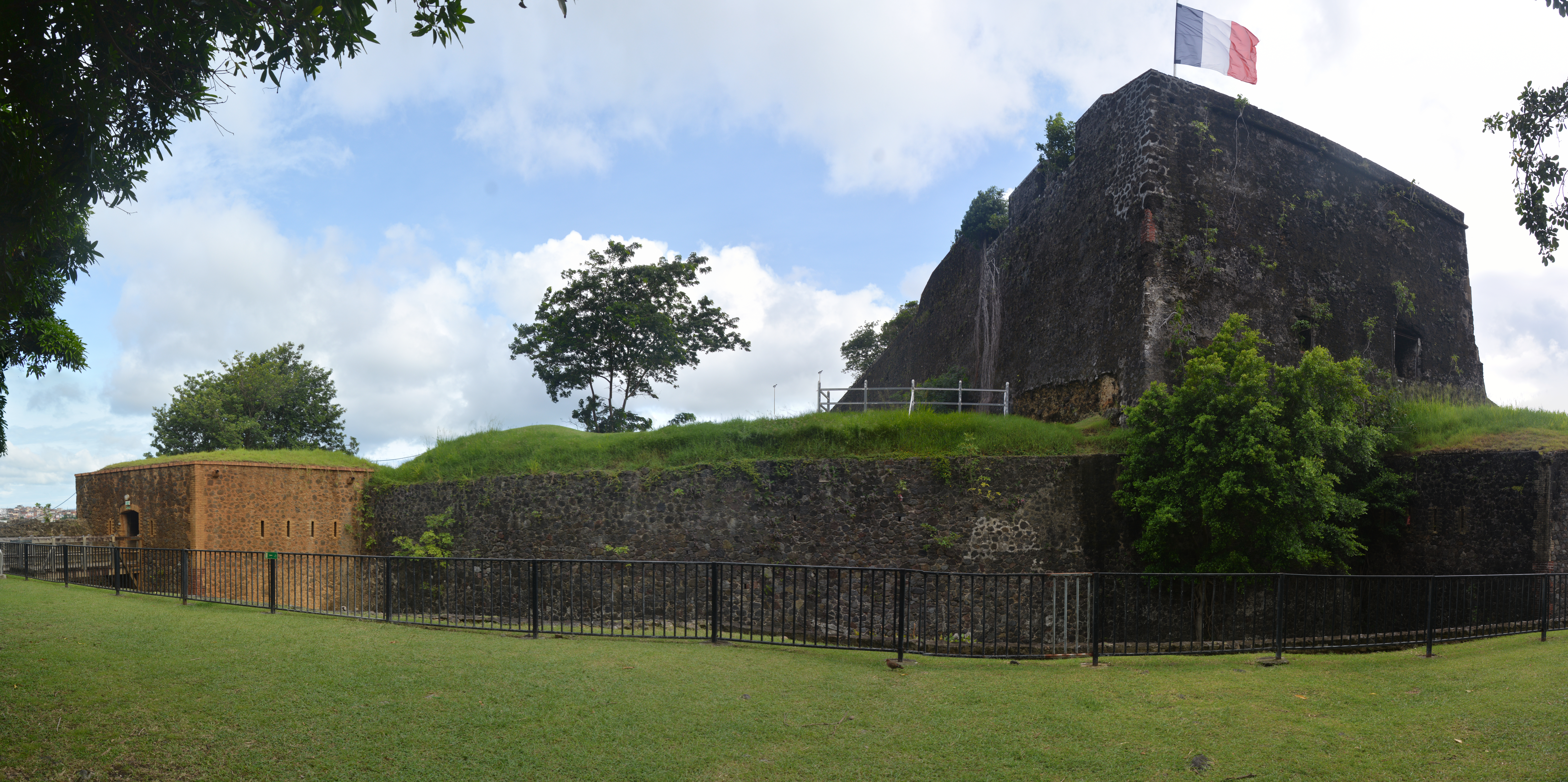
Vista del Fuerte Saint Louis, Martinica

El asentamiento y la expansión de los franceses crearon tensiones y un conflicto permanente con los nativos. Con la muerte del gobernador de Parquet, estalló la guerra de 1658 contra los indios del Caribe.
Más de 600 franceses se reunieron con la bendición de los sacerdotes de la isla para atacar a los caribes en sus territorios reservados por el acuerdo de paz del 21 de diciembre de 1657, con la intención de eliminar toda presencia indígena en la isla. Los caribes fueron masacrados y perdieron los últimos territorios reservados para ellos. Los supervivientes se refugiaron en las islas de San Vicente y Dominica. Desde allí, organizarán varias expediciones de castigo contra los colonos de las islas vecinas.
Esta victoria estimuló la colonización francesa hacia el este, liderada por Pierre Dubuc de Rivery, que fundó una dinastía de plantadores de azúcar. Organizó una milicia en la ciudad de Trinidad para repeler a los caribes, y en 1671 se le concedieron tierras para desbrozar, desde la península de Caravelle hasta la ciudad de Trinidad. La familia du Buc construyó allí 7 fábricas de azúcar. En 1671, la caña de azúcar estaba todavía poco desarrollada en Martinica: ocupaba la mitad de las tierras que el cultivo del tabaco, practicado por muchos pequeños colonos blancos, en plantaciones que requerían muy poco capital.
Los indígenas fueron poco a poco expulsados, sin embargo, una franja de esta población "caribeña" permaneció en la zona en un fuerte estado de aculturación, mezclándose gradualmente con el resto de la población.

### Esclavitud y libertad

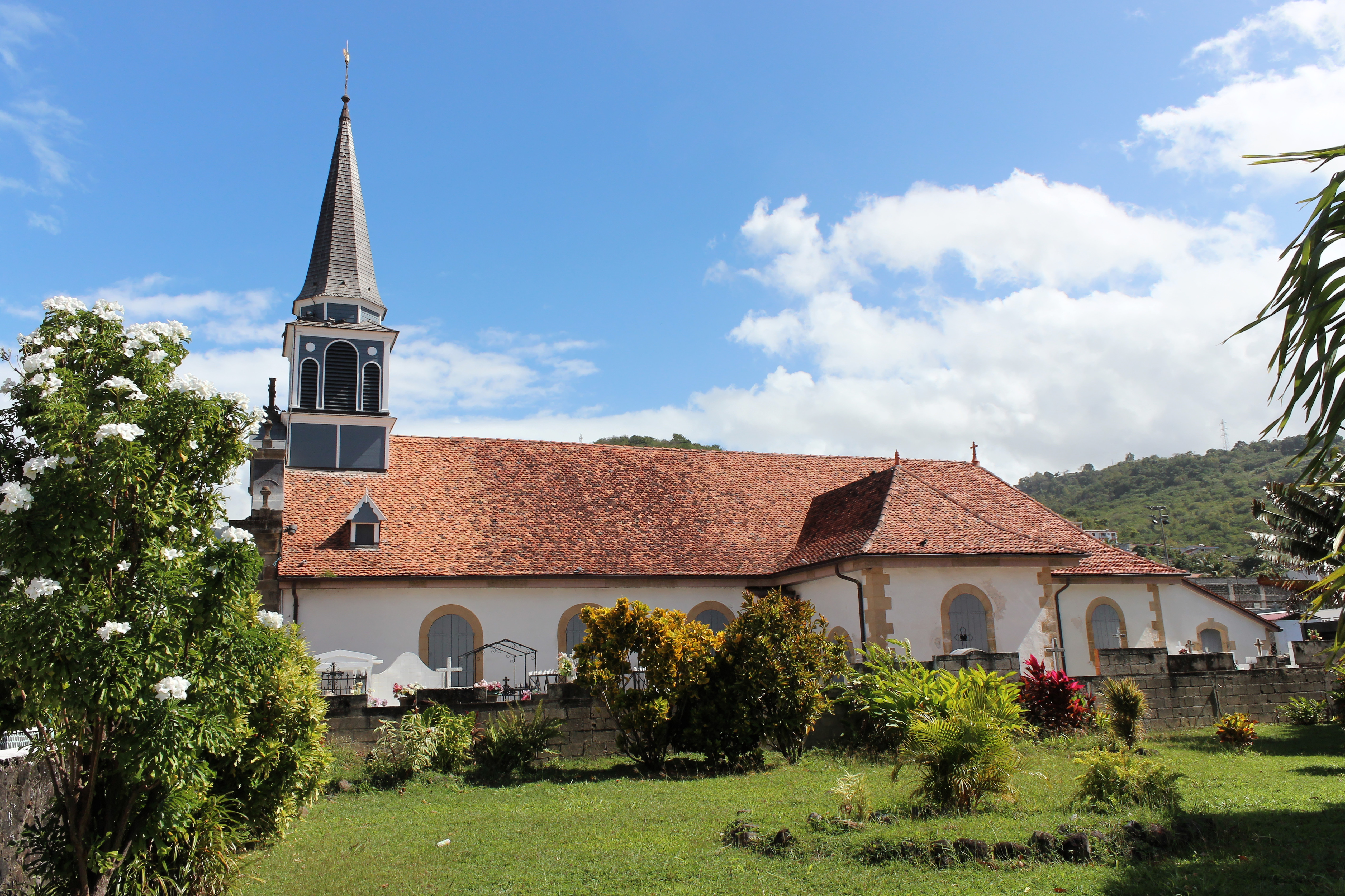
Iglesia de Nuestra Señora de la Asunción y San José establecida en 1640

El padre Labat describe en sus libros a los esclavos del siglo XVII. Una vez liberados, poseen parcelas de tierra. Los ricos plantadores buscan nueva mano de obra más barata, sobre la base del éxito de los plantadores de azúcar de Barbados. El cultivo de azúcar en Martinica se intentó desde el 1640, inspirado por el éxito de Barbados, pero sin éxito. La explosión en el número de esclavos refleja una de las mayores decisiones adoptadas en Versalles por Luis XIV entre 1671 y 1674 para fomentar el cultivo de azúcar, en detrimento del tabaco. Entre 1674 y 1680, el número de esclavos en Martinica se duplicó y entre 1673 y 1700, llegó a sextuplicarse.
El número de esclavos en 1664 había disminuido en las dos islas. Guadalupe autorizó a partir de la década de 1640 la llegada de más esclavos siempre que fueron controlados por un único propietario; hacia 1660 había unos 6000 esclavos dos veces superior al de Martinica que tenía cerca de 3000 y que trabajaban el doble.
En Francia, en 1788, en vísperas de la Revolución francesa, Brissot fundó la Sociedad de amigos de los negros, pero a pesar de los esfuerzos de sus miembros más prominentes, como el abad Grégoire, o Condorcet, no puede obtener la abolición de la esclavitud con la Constitución. Solo el 4 de febrero de 1794 la Convención suprime la esclavitud, medida no se aplica en todas las posesiones francesas de la época.
En Martinica seguirá siendo letra muerta, en contra de Guadalupe debido a que un grupo de colonos monárquicos bajo la dirección de Paul-Louis Dubuc, tuvo un pacto con los británicos, que ocuparon la isla desde 1794 hasta 1802.
El 19 de febrero, dos semanas después de la abolición, las grandes plantaciones de la isla, los británicos firmaron el Tratado de Whitehall: a cambio de la dominación de la isla y el lucrativo impuesto sobre el azúcar, se comprometen a mantener la esclavitud. El Tratado de Amiens (1802) devuelve la isla a la Primera República Francesa.
El 24 de febrero de 1809, fue ocupada de nuevo por los británicos, que mantuvieron en su poder la isla, hasta el Tratado de París de 1814.
En 1848, la población de Martinica, era de 121.130 habitantes, repartidos de la siguiente manera: 9.542 blancos, 38.729 liberados y 72.859 esclavos.

### Erupción del Monte Pelée en 1902

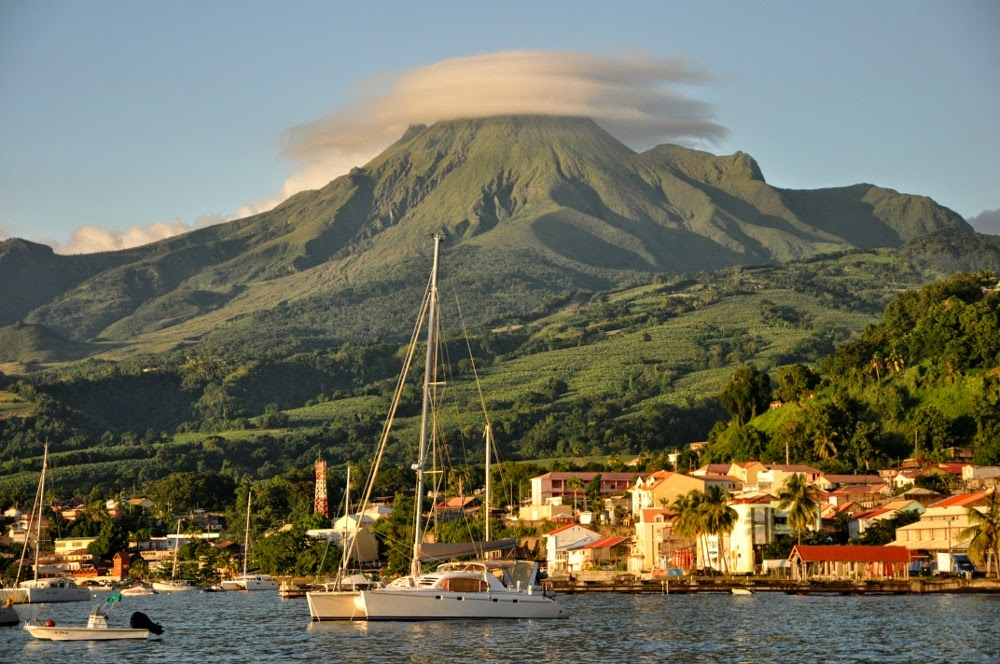
El Monte Pelée.

El Monte Pelée (en francés: 'Monte Pelado') es un estratovolcán de 1.397 m s. n. m. que se encuentra en estado de actividad al norte de la isla. Está compuesto de un magma extremadamente viscoso y de restos de ceniza volcánica y lava solidificada. Se caracteriza por haber tenido una actividad poco frecuente, pero con erupciones sumamente violentas, ya que la andesita presente en la lava de las profundidades del volcán tiene un alto contenido en sílice, muy viscosa. En 1902, una de estas erupciones destruyó completamente la ciudad de St. Pierre.
El 8 de mayo de 1902 se vio luz en la cima del volcán y luego una densa nube de humo negro, seguida por otra en forma de hongo visible a 100 km de distancia. La velocidad inicial de las dos nubes fue calculada más tarde en 670 km/h. Un flujo de lava bajó por las laderas del volcán a una velocidad considerable, llegando a la ciudad en un minuto, e incendiándola. Por último se produjo una precipitación con torrentes de barro, que la destruyeron por completo. Durante horas se cortó toda comunicación.
El 20 de mayo el Monte Pelée volvió a estallar aún más violentamente, pero esta vez sin dejar más víctimas.

#### Consecuencias de la erupción

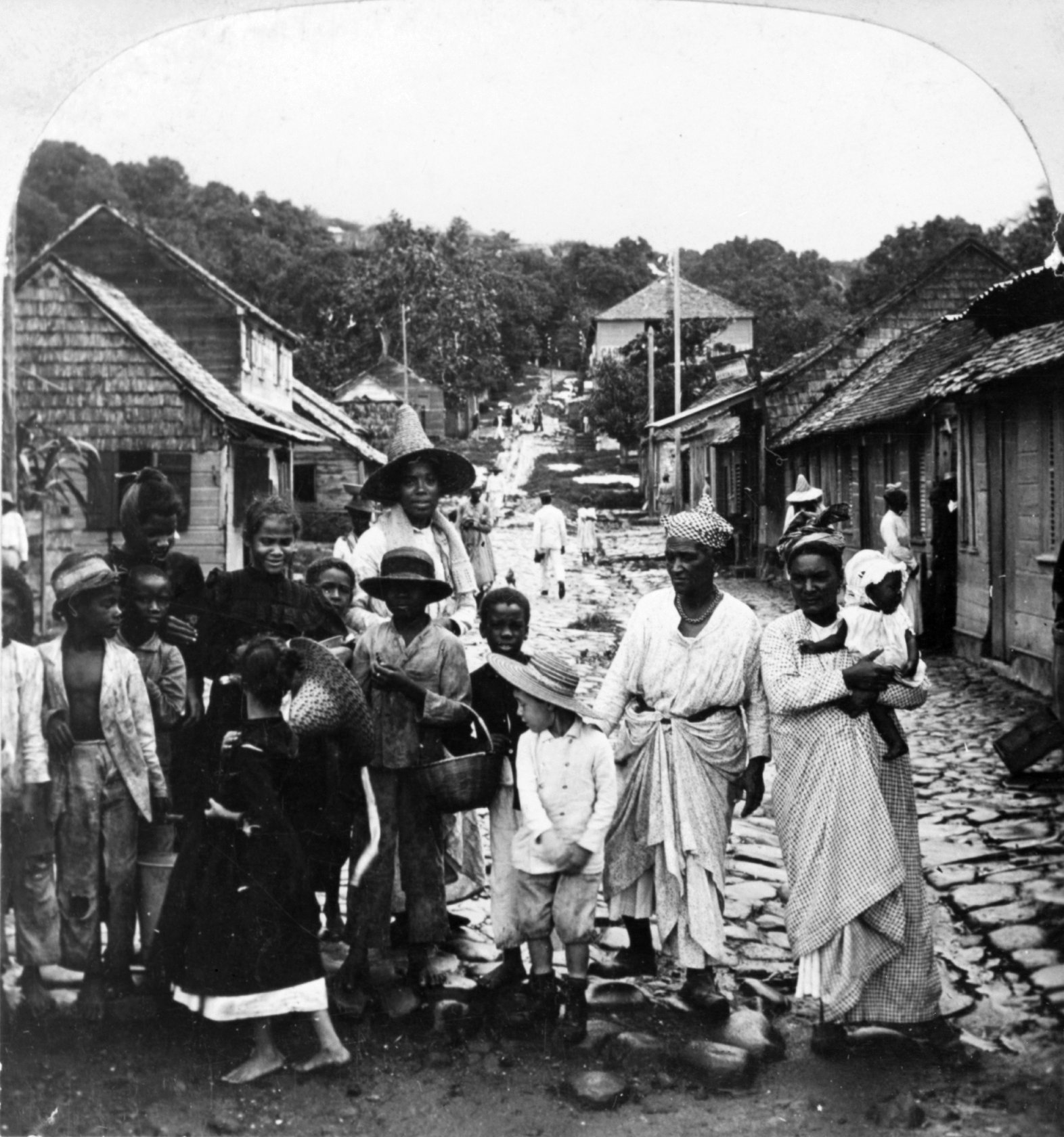
Refugiados de la erupción del Monte Pelée en 1902.

Las consecuencias desde el punto de vista social, político y económico en Martinica fueron considerables. La erupción causó cerca de 30 000 muertes y destruyó por completo la ciudad y su puerto. Se acordó que la ciudad de Fort-de-France sustituiría a Saint Pierre como capital. Muchos niños se convirtieron en huérfanos, de ahí la creación del orfanato de la Esperanza en Fort-de-France. Por último, parte de la población afectada fue reubicada en otras ciudades de la Martinica en el Atlántico norte y el sur de la isla. Otros se fueron a Guadalupe, Santa Lucía, la Guayana Francesa, Panamá y Venezuela.
Pasarían al menos cuatro días para que llegara ayuda de Fort-de-France por vía marítima, solo para rescatar a las cuatro personas supervivientes (dos de las cuales morirían poco después) y abandonar las ruinas de la ciudad-osario. El cono del volcán había desaparecido en al menos 300 m quedando solo una forma geológica de forma de columna de huso de unos 300 m de altura que más tarde se derrumbó tras la segunda erupción.

### SigloXX
En 1932 aterriza el primer avión, en el recorrido entre Cayena y Antigua. En 1946 se convierte en un Departamento de ultramar.
La colonización sucedió al régimen de esclavitud hasta 1946. Los líderes comunistas de la posguerra Aimé Césaire, Léopold Bissol y Georges Gratiant obtienen victorias electorales en Martinica. Presentaron un proyecto de ley a la Asamblea Nacional. La cuestión se debatió en el Parlamento, con un ilustre ponente, el joven teniente de alcalde de Fort-de-France, Aimé Césaire. Este debate parlamentario condujo a la votación de la ley de departamentalización del 19 de marzo de 1946, fecha en la que la isla se convirtió en un departamento francés de ultramar.
En 1950 se inaugura el aeropuerto de Fort-de-France.
En 1962 se produce la primera reivindicación independista en torno al Manifiesto de la O. J. A. M. (Organización de la Juventud Anticolonialista de la Martinica). Los autores son dieciocho estudiantes, que son encerrados por razones políticas y liberados solo tras dos años de proceso.
En 1983 se convierte en una región, y Aimé Césaire es elegido Presidente del Consejo Regional. En 1997 es elegido diputado de Martinica el independentista Alfred Marie-Jeanne, quien en 1998 accede al cargo de Presidente del Consejo Regional.

### SigloXXI
En 2005 mueren en la caída de un avión de la compañía colombiana West Caribbean 160 pasajeros, en su mayoría martiniqueses. En 2008 fallece Aimé Césaire a la edad de 94 años.

### Autonomía
En un referéndum celebrado el 10 de enero de 2010 a petición de los cargos electos locales, el 78,90% de los votantes de Martinica rechazaron el aumento de la autonomía previsto en el artículo 74 de la Constitución francesa.
El 24 de enero de 2010 se celebró una segunda votación (con un 68,30% de votos a favor y una abstención del 64,19%) para aprobar la creación de una comunidad única en Martinica regida por el artículo 73 de la Constitución. La primera elección de los miembros de la nueva Asamblea de Martinica tuvo lugar en diciembre de 2015.

## Geografía

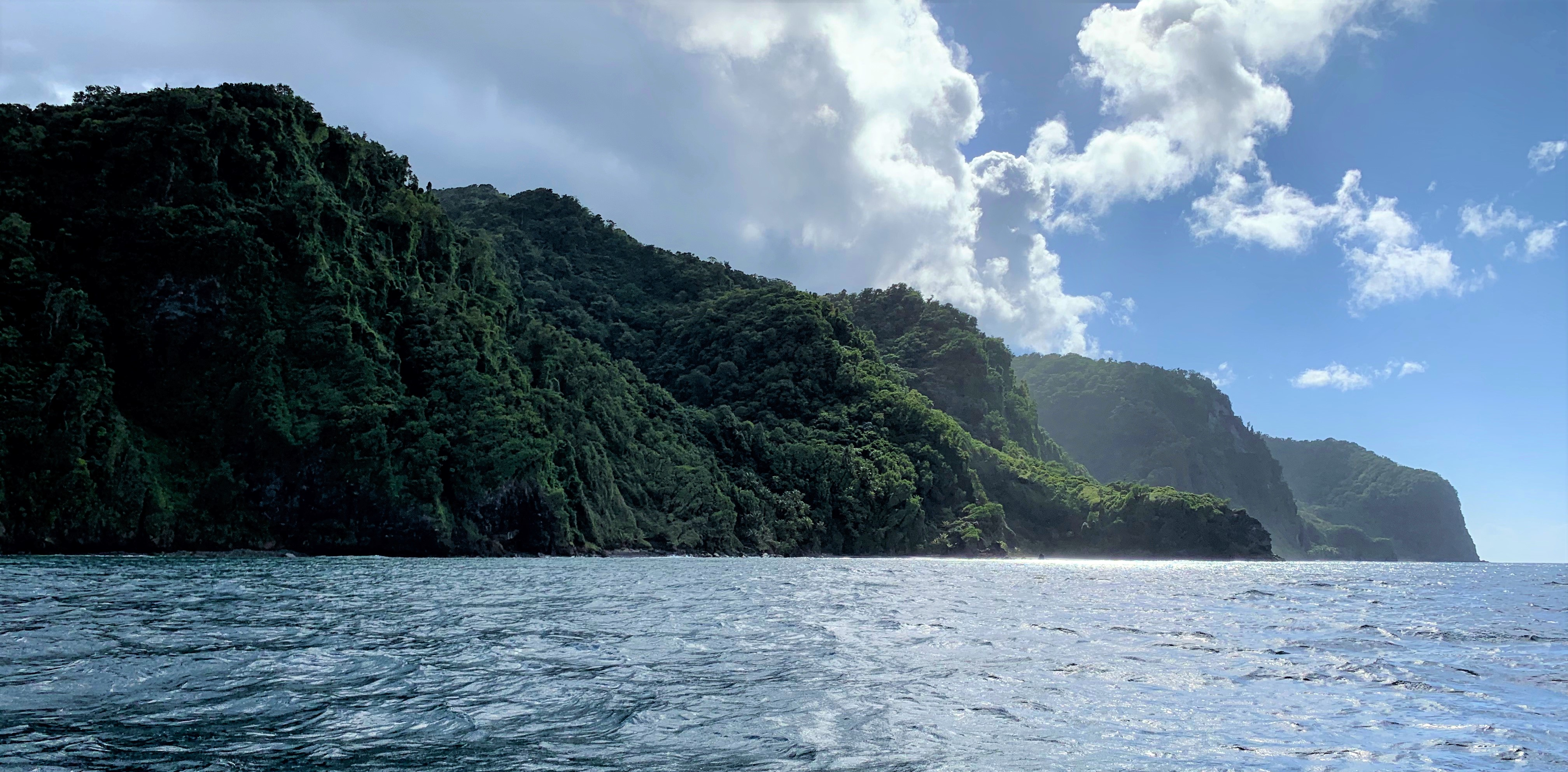
Cabo San Martin, Canal de Dominica

Tiene una superficie total de 1100 km², el tercer lugar después de Trinidad (Trinidad y Tobago) y Guadalupe en la cadena de islas que componen las Antillas Menores. Martinica tiene 65 km de largo por 27 km de ancho. Para efectos comparativos su superficie es similar a la de Hong Kong.
Al igual que el resto de las Antillas Menores, Martinica está sujeta a riesgo sísmico. El 29 de noviembre de 2007 un terremoto de magnitud 7,3 en la escala de Richter se produjo fuera de la isla.
Martinica se divide en dos zonas. Por un lado, una situada al norte del eje entre Fort-de-France y Le Robert, área que es el resultado de la erosión a causa de las fuertes lluvias causadas por el mar hechas por evaporación de los vientos alisios, las altas de los volcanes recién formada al norte de la isla, como el Monte Pelée (con 1.397 m s. n. m.) y los picos de Carbet (1.196 m s. n. m.), al sur las cimas redondeadas y laderas escarpadas desde una altitud de entre cien y trescientos metros. En el sur, hay una zona con menor alivio, vegetación menos abundante, clima más seco, que incluye a la mayoría de las instalaciones turísticas de la isla.

### Relieve

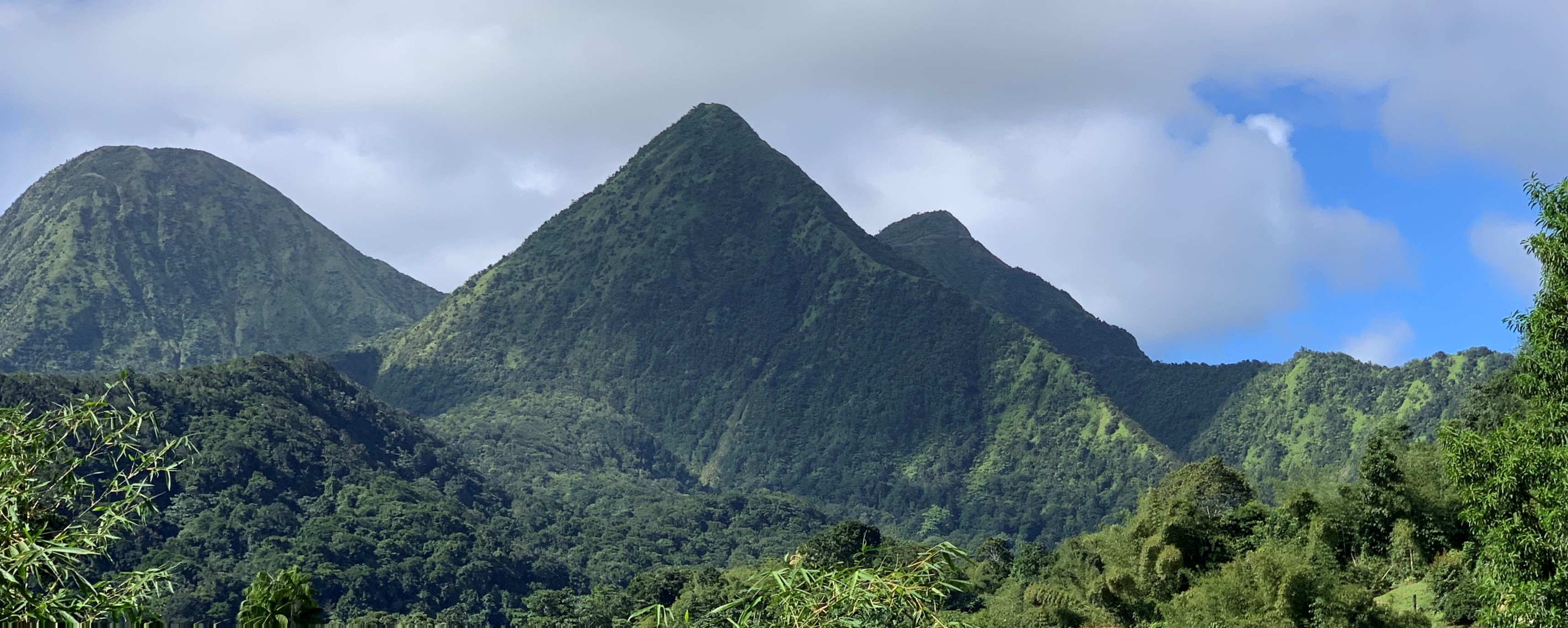
Pitons du Carbet, Martinica

El terreno es montañoso en esta isla de origen volcánico. Las zonas más antiguas corresponden a las zonas volcánicas en el extremo sur de la isla y hacia la península de La Caravelle hacia el este. La isla se ha desarrollado en los últimos 20 millones de años según una secuencia de movimientos y erupciones de la actividad volcánica hacia el norte. Un volcán, aún activo, es el Monte Pelée, situado al norte de la isla hoy y con una altura 1397 m s. n. m., la última erupción se remonta al 8 de mayo de 1902, cobrando la vida de 29.000 personas en 2 minutos. La montaña Vauclin es el punto más alto al sur de la isla con 504 m. En el centro se localizan las llanuras y las zonas costeras, separadas por cuestas empinadas.

La costa este, costa del viento o de las Islas, ha sido llamada en el Caribe cabesterre. El término cabesterre en Martinica designa más específicamente la zona de la La Caravelle. Esta costa de barlovento, bordeada por el océano Atlántico, está directamente expuesta a los vientos alisios y el mar de fondo. La parte norte del Gran Río en Sainte-Marie está básicamente rodeada de acantilados con muy pocos puntos de amarre y el acceso a la navegación marítima se limita a la pesca de bajura con pequeñas embarcaciones tradicionales de Martinica

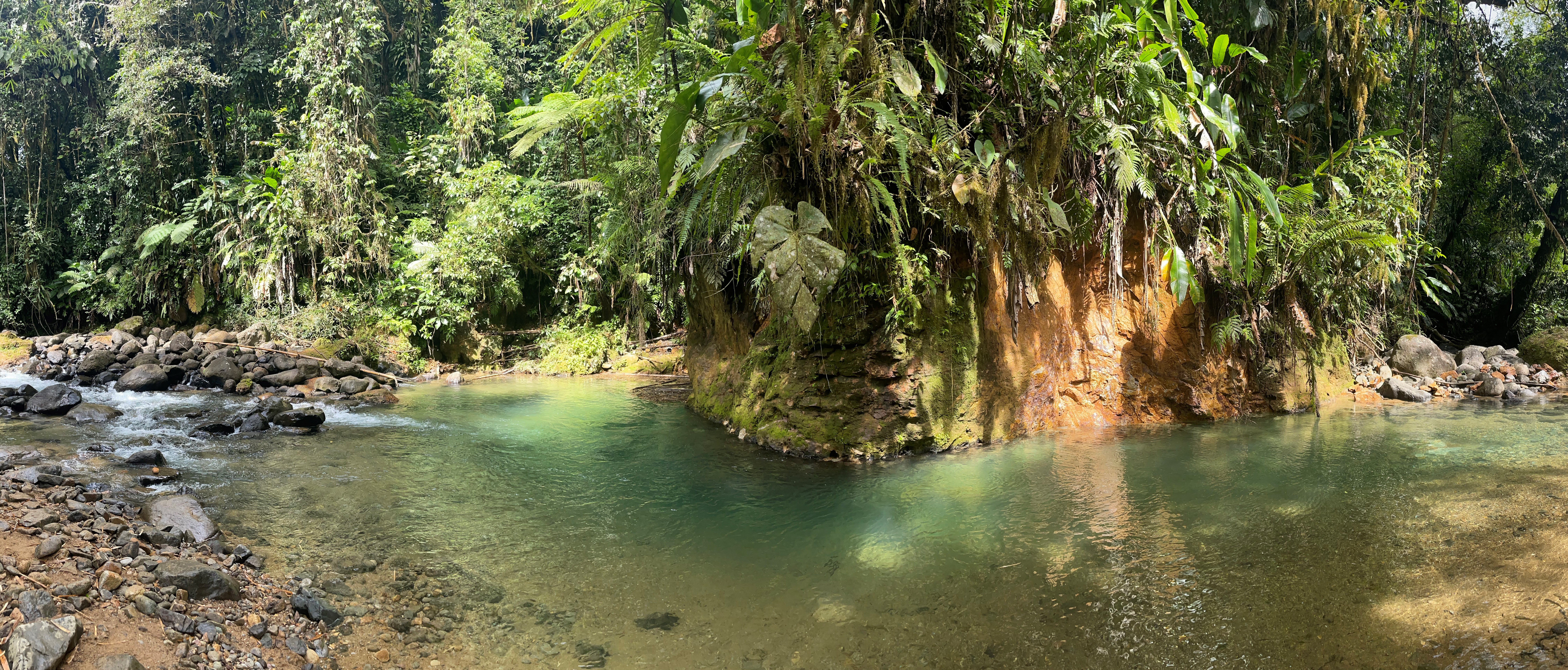
Rivière du Lorrain, visto desde el Camino de los Jesuitas

### Hidrografía
La isla tiene una red hidrográfica pequeña, debido a sus características geográficas y morfológicas tiene ríos cortos y torrentosos. Los principales son: El Lézarde, de 30 km de largo, el más largo de la isla. Al Norte están: Galion, Lorrain, Hood, Blanco, Baja Pointe, Río Hackaert, Macouba, La Grande, Prêcheur, Roxelane, Río Padre, río Carbet. Al Centro: el río Monsieur, Madame, Longvilliers. Al sur: el Río Salado, Vauclin, Paquemar, Simon, y La Nau.

### Clima
Se distinguen en la isla dos estaciones marcadas, relacionadas con la lluvia: la estación lluviosa (hivernage en francés) de mayo a noviembre y la estación seca (llamada carême en Martinica) de febrero a abril. La estación seca es normalmente un período de fuertes calores y de sequía. Como suele comenzar después de Carnaval, es llamada carême que quiere decir Cuaresma. Durante la estación de lluvia la humedad es muy elevada y las ondas y depresiones tropicales son muy frecuentes, provocando semanas enteras de lluvia.
En la práctica, las fluctuaciones en las fechas de cada periodo son muy frecuentes. La estación húmeda es más larga o más corta dependiendo del año. A veces se producen estaciones húmedas tardías o precoces, o carêmes muy secas o muy lluviosas. La precipitación media es de 80 mm de lluvia en marzo en Lamentin (llanura central situado en la bahía de Fort-de-France) y de 260 mm de lluvia en octubre. Los vientos alisios soplan desde el noreste al este durante la mayor parte del año, aumentando durante la mañana y disminuyendo durante la tarde, decayendo durante las noches.

Playa Anse Grosse Roche

El clima de Martinica está regulado según la posición del anticiclón de las Azores, que dirige los vientos alisios del noreste, y también según la posición del área de bajas presiones ecuatoriales, donde los vientos del hemisferio norte se encuentran con los del hemisferio sur a lo largo de la zona de convergencia intertropical.
La temperatura media anual es de 26 °C. Los meses más calurosos son marzo, abril, mayo, mientras que los meses más fríos son diciembre y enero. La temperatura más cálida se registró en “Saint Pierre” con 37 °C en abril y mayo de 1986 y las más bajas alrededor de 12 °C en Saint-Denis en marzo de 1965. Hay un promedio de seis días por año con una temperatura inferior a 18 °C en Lamentin.
| Parámetros climáticos promedio de Fort-de-France, Martinica (1981–2010 averages) | Parámetros climáticos promedio de Fort-de-France, Martinica (1981–2010 averages) | Parámetros climáticos promedio de Fort-de-France, Martinica (1981–2010 averages) | Parámetros climáticos promedio de Fort-de-France, Martinica (1981–2010 averages) | Parámetros climáticos promedio de Fort-de-France, Martinica (1981–2010 averages) | Parámetros climáticos promedio de Fort-de-France, Martinica (1981–2010 averages) | Parámetros climáticos promedio de Fort-de-France, Martinica (1981–2010 averages) | Parámetros climáticos promedio de Fort-de-France, Martinica (1981–2010 averages) | Parámetros climáticos promedio de Fort-de-France, Martinica (1981–2010 averages) | Parámetros climáticos promedio de Fort-de-France, Martinica (1981–2010 averages) | Parámetros climáticos promedio de Fort-de-France, Martinica (1981–2010 averages) | Parámetros climáticos promedio de Fort-de-France, Martinica (1981–2010 averages) | Parámetros climáticos promedio de Fort-de-France, Martinica (1981–2010 averages) | Parámetros climáticos promedio de Fort-de-France, Martinica (1981–2010 averages) |
| Mes                                                                              | Ene.                                                                             | Feb.                                                                             | Mar.                                                                             | Abr.                                                                             | May.                                                                             | Jun.                                                                             | Jul.                                                                             | Ago.                                                                             | Sep.                                                                             | Oct.                                                                             | Nov.                                                                             | Dic.                                                                             | Anual                                                                            |
| -------------------------------------------------------------------------------- | -------------------------------------------------------------------------------- | -------------------------------------------------------------------------------- | -------------------------------------------------------------------------------- | -------------------------------------------------------------------------------- | -------------------------------------------------------------------------------- | -------------------------------------------------------------------------------- | -------------------------------------------------------------------------------- | -------------------------------------------------------------------------------- | -------------------------------------------------------------------------------- | -------------------------------------------------------------------------------- | -------------------------------------------------------------------------------- | -------------------------------------------------------------------------------- | -------------------------------------------------------------------------------- |
| Temp. máx. abs. (°C)                                                             | 31.5                                                                             | 32.1                                                                             | 33.6                                                                             | 33.0                                                                             | 33.9                                                                             | 33.6                                                                             | 33.6                                                                             | 33.0                                                                             | 33.8                                                                             | 33.0                                                                             | 32.1                                                                             | 31.3                                                                             | 33.9                                                                             |
| Temp. máx. media (°C)                                                            | 27.5                                                                             | 27.8                                                                             | 28.5                                                                             | 29.4                                                                             | 29.8                                                                             | 29.5                                                                             | 29.5                                                                             | 30.0                                                                             | 30.3                                                                             | 30.0                                                                             | 29.0                                                                             | 28.1                                                                             | 29.1                                                                             |
| Temp. mín. media (°C)                                                            | 21.9                                                                             | 21.7                                                                             | 22.0                                                                             | 22.8                                                                             | 23.6                                                                             | 24.0                                                                             | 23.9                                                                             | 24.0                                                                             | 24.0                                                                             | 23.8                                                                             | 23.4                                                                             | 22.6                                                                             | 23.1                                                                             |
| Temp. mín. abs. (°C)                                                             | 17.8                                                                             | 17.3                                                                             | 18.6                                                                             | 18.9                                                                             | 19.9                                                                             | 20.0                                                                             | 18.4                                                                             | 19.5                                                                             | 17.9                                                                             | 20.2                                                                             | 19.7                                                                             | 17.4                                                                             | 17.3                                                                             |
| Precipitación total (mm)                                                         | 119.5                                                                            | 77.8                                                                             | 74.3                                                                             | 94.0                                                                             | 131.5                                                                            | 159.8                                                                            | 219.3                                                                            | 254.7                                                                            | 234.5                                                                            | 265.9                                                                            | 254.5                                                                            | 134.7                                                                            | 2020.5                                                                           |
| Días de precipitaciones (≥ 1 mm)                                                 | 18.93                                                                            | 13.60                                                                            | 12.77                                                                            | 11.50                                                                            | 12.70                                                                            | 16.43                                                                            | 20.00                                                                            | 19.57                                                                            | 17.90                                                                            | 18.17                                                                            | 19.00                                                                            | 17.60                                                                            | 198.17                                                                           |
| Horas de sol                                                                     | 203.6                                                                            | 198.5                                                                            | 223.8                                                                            | 211.3                                                                            | 208.1                                                                            | 191.0                                                                            | 200.7                                                                            | 224.5                                                                            | 206.1                                                                            | 182.9                                                                            | 184.4                                                                            | 201.8                                                                            | 2436.8                                                                           |
| Fuente: Meteo France                                                             |                                                                                  |                                                                                  |                                                                                  |                                                                                  |                                                                                  |                                                                                  |                                                                                  |                                                                                  |                                                                                  |                                                                                  |                                                                                  |                                                                                  |                                                                                  |

### Huracanes

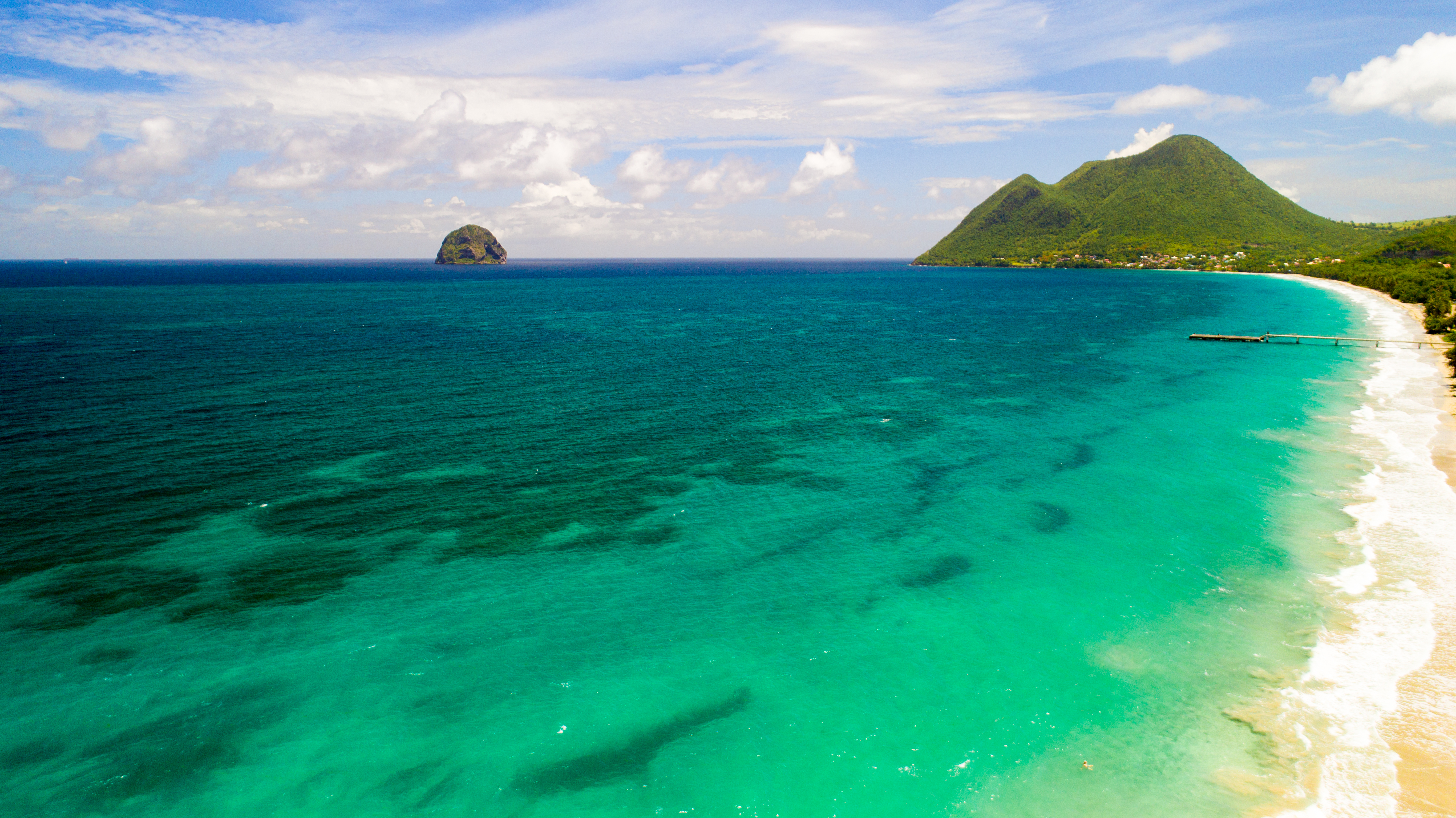
Playa y Roca de Diamond (Diamante) en Martinica

La zona occidental está sujeta al desarrollo de los ciclones. De acuerdo a la época del año, estas depresiones del Atlántico (Cabo Verde) o el centro del mar Caribe y golfo de México (al oeste del meridiano 80°). Martinica queda en la trayectoria de los huracanes.
El Huracán Dean causó daños importantes en las plantaciones de banano y caña de azúcar en agosto de 2007, alcanzando las ráfagas de viento hasta 167 km/h. Las lluvias torrenciales causaron numerosas inundaciones, sobre todo en la localidad de Riviere-Pilote. Un tercio de la población total de Martinica permaneció sin servicio eléctrico. Las autoridades reportaron el fallecimiento de un hombre de 90 años de edad a causa de un infarto, pero no se confirmó que esto haya tenido relación con el impacto de la tormenta.
Más de 5000 casas fueron destruidas y solo las subvenciones públicas permitieron la reconstrucción. Los residentes de Martinica recibieron ayuda financiera de la metrópoli y el apoyo nacional, sobre todo por parte de representantes franceses como el primer ministro o el ministro de Territorios de Ultramar.[cita requerida]
Por otra parte, el Gran Huracán tuvo lugar entre el 10 y el 16 de octubre de 1780. Se estima que entonces murieron unas 22.000 personas, muchas de ellas en alta mar. Este azotó las islas de Martinica, San Eustaquio y Barbados. Las fatalidades en este huracán exceden por mucho las de cualquier otro ocurrido en el Atlántico. De hecho, las cifras de superan a las acumuladas en cualquier año y en todas las otras décadas.

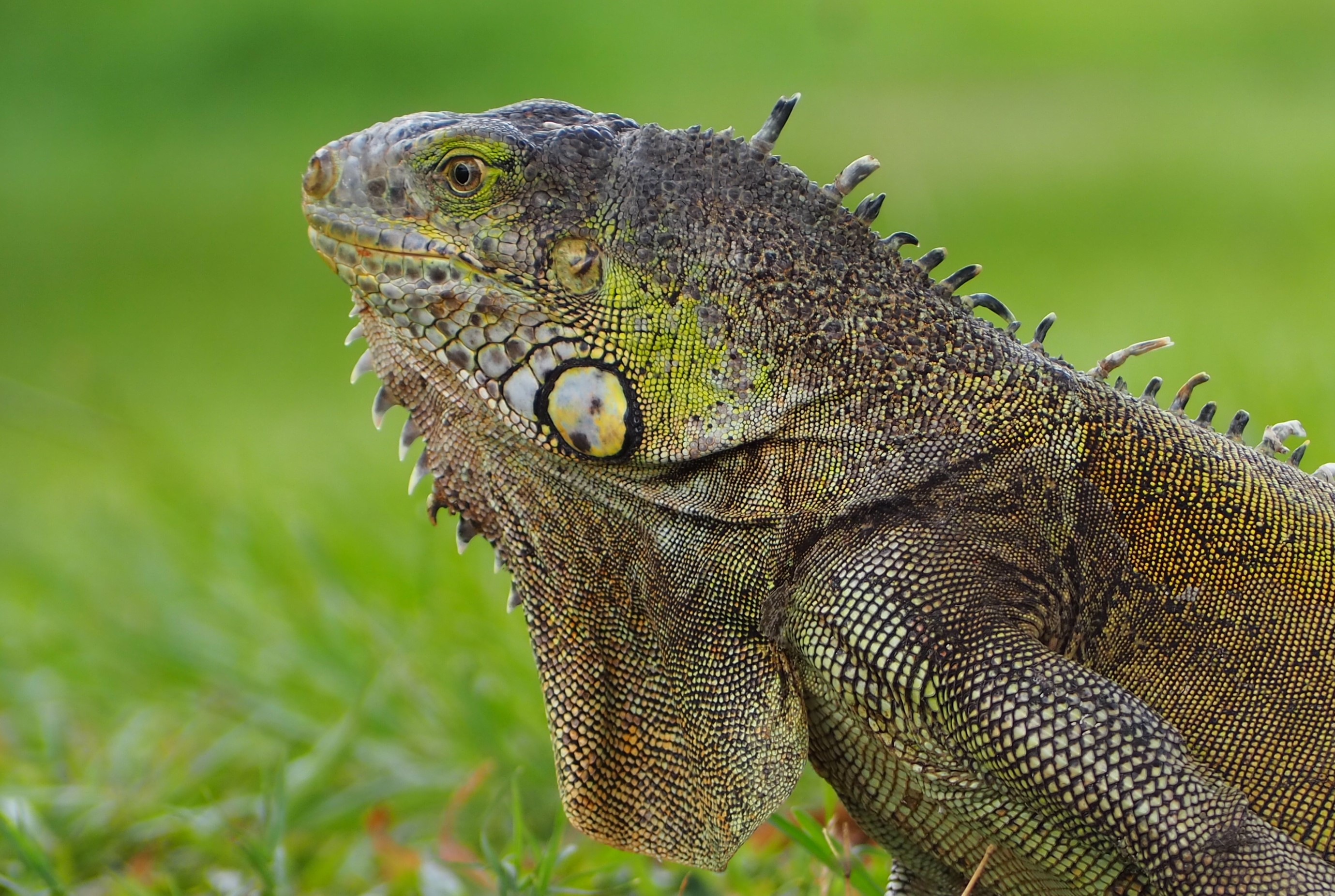
Iguana en Fort-de-France

## Flora y fauna
La selva está compuesta por helechos y árboles de caoba o courbaril, que se utilizan para la fabricación de muebles. Algunos pueden llegar a 45 metros de altura. El bosque seco tropical se compone de plantas tolerantes a la sequía adaptados a ésta. En su forma degradados o en condiciones extremas de la vegetación del suelo puede adoptar la forma de la sabana.

### Fauna terrestre
Martinica cuenta con pocas especies animales autóctonas. Los animales salvajes más comunes son: los manikous (familia de las zarigüeyas), los matoutous-falaises que son miguales endémicos, la iguana delicatissima y la iguana verde, la mangosta, la serpiente trigocéfala o punta de lanza y las escolopendras.
En la parte de animales voladores, Martinica es el país de las garzas, los colibríes (4 especies en Martinica: el colibrí de Madeira, el colibrí crestado, el colibrí verde y el colibrí de cabeza azul) y los pájaros de azúcar (reconocibles por su vientre amarillo).

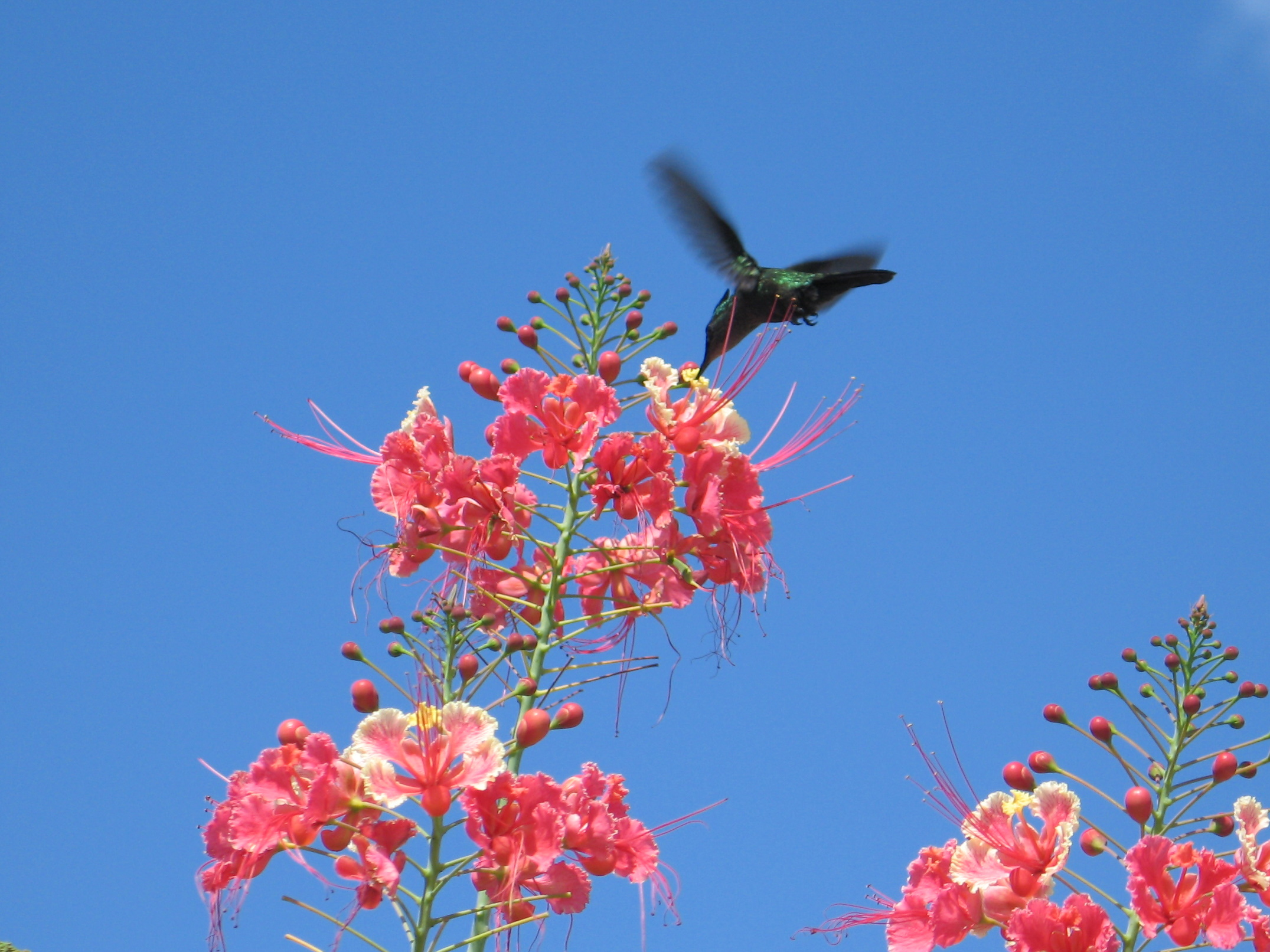
Un Colibrí (Orthorhyncus cristatus) en Martinica

En tierra, las mangostas se importaron a finales del siglo XIX para reducir la población de serpientes de punta de lanza (o trigonocephalus). Por desgracia, las consecuencias fueron graves, ya que las mangostas también destruyeron muchas especies de aves endémicas que ahora están completamente extinguidas. En la actualidad, es más fácil encontrar muchas serpientes y algunos pequeños e inofensivos lagartos verdes, los anolis y las mabouyas.
Dos especies de mygales conviven:
- Acanthoscurria antillensis es un mégalo terrestre que vive en el sur de Martinica, desde Rivière-Pilote pasando por Cap-Chevalier hasta Trois-Îlets ;
- La Caribena versicolor es un mégalo arborícola que vive en el norte de Martinica, en la selva tropical desde Précheur hasta Grand'Rivière. Esta especie, relativamente tranquila y poco agresiva, está protegida a nivel local.

### Fauna acuática
La costa atlántica está bordeada por un arrecife de coral prácticamente ininterrumpido, por el que circulan los peces de mar abierto y se refugia la fauna sedentaria.
La costa atlántica está bordeada de forma casi ininterrumpida por arrecifes de coral, gran refugio de vida silvestre y peces sedentarios. El medio acuático se ha deteriorado en los últimos veinte años. La contaminación industrial, incluyendo las destilerías, la falta de tratamiento de aguas residuales, intensivo de llenado de las zonas de manglares, viveros de muchas especies de peces y la pesca intensiva son la causa de considerable regresión de la superficie de los arrecifes y una disminución en el número y la variedad de pescado.
En tierra, las mangostas importadas para reducir la población de serpientes de cascabel mudas van en aumento. Las consecuencias son graves pues atacan a su vez muchas especies de aves, constituyendo una grave amenaza para la conservación de la avifauna.
Sin embargo:

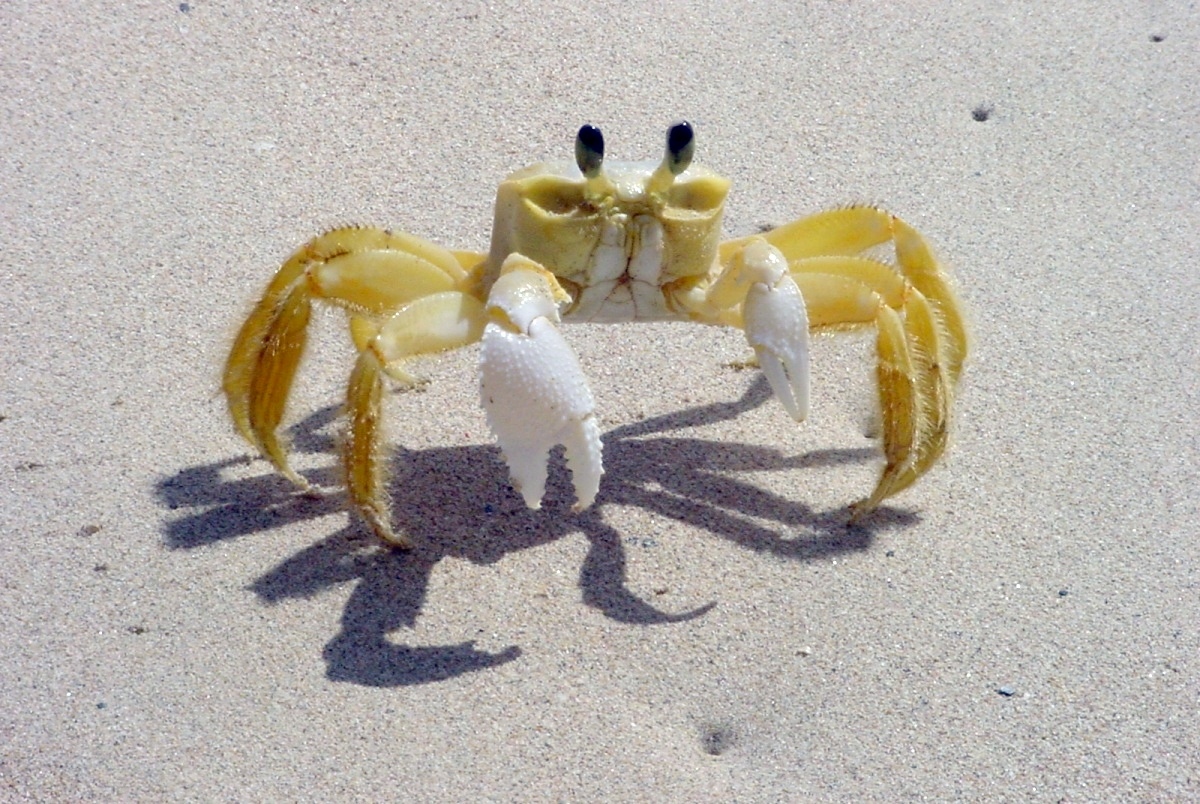
Ocypode Quadrata en Martinica

- Desde el huracán Lenny en 1999, ninguna marejada ciclónica ha sido lo suficientemente fuerte como para dañar seriamente los arrecifes. Estos años de relativa calma han dado tiempo a la fauna y la flora submarinas para recuperarse;
- La instalación de agregadores de peces anclados lejos de la costa,[13] a menudo a una profundidad de 3.000 metros, tiene el efecto de animar a los pescadores locales a llevar sus suministros a alta mar, debido a la mejor rentabilidad, y así aliviar los arrecifes de la actividad de sobrepesca.

### Vegetación

#### Bosque tropical
La selva de Martinica, de tipo tropical húmedo o ecuatorial, está formada por helechos y árboles como la caoba y el courbaril, que se utilizan para fabricar muebles. Algunos de ellos pueden alcanzar los 60 metros de altura. Numerosas flores de la familia de las Heliconiáceas pueblan el sotobosque y son muy apreciadas por los floristas debido a sus formas atípicas y colores llamativos. Estas flores dieron su nombre a Martinica (Madinina en amerindio), que significa "la isla de las flores" en la lengua de los indios Caribes.

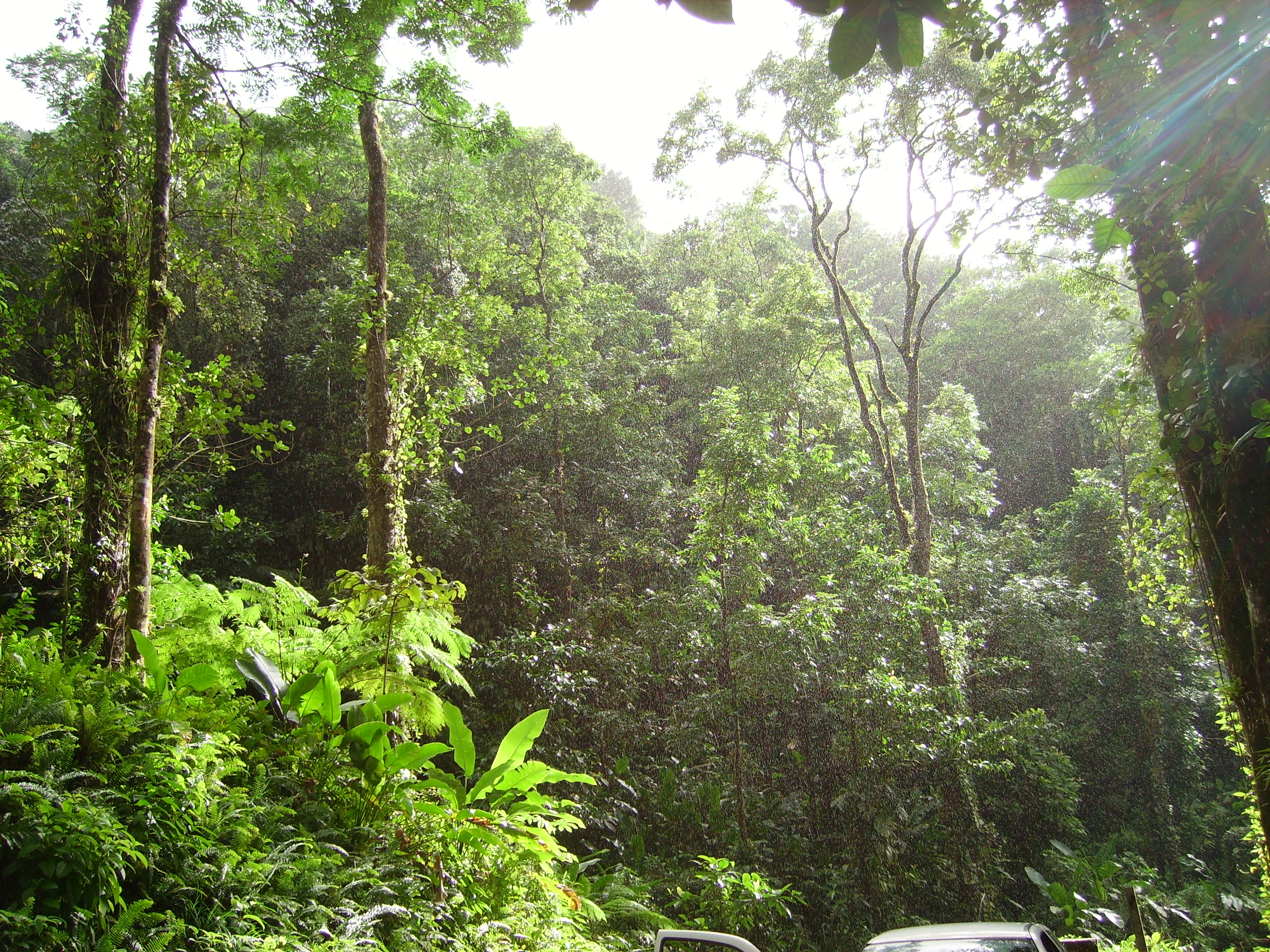
Selva tropical en Martinica.

En la selva tropical, sólo el 1% de la luz solar llega a los brotes jóvenes en el suelo a través del dosel, por lo que no se desarrollan. No es hasta que un ciclón tropical derriba los grandes árboles que los brotes jóvenes pueden recibir la energía solar que necesitan para crecer. Por ello, los ciclones tropicales son esenciales para la regeneración de la selva tropical y forman parte del ciclo biológico de la isla.
El bosque seco tropical se compone de plantas xerófilas adaptadas al clima muy seco (acacia, campèche, peral, árbol de la goma roja) y de plantas grasas (cactus, agave).
En la alta montaña, por encima de unos 900 metros, los fuertes vientos casi permanentes y la temperatura entre 0 °C y 15 °C no permiten que prospere la vegetación tropical. Por lo tanto, ésta es sustituida por una vegetación subtropical de altura, adaptada a las condiciones extremas: los árboles enanos, las Bromeliaceae y las Araucariaceae enanas (pequeñas coníferas que no superan los 20 centímetros de altura) constituyen la mayor parte de la cubierta vegetal.
En su forma degradada o en condiciones de suelo extremas, la vegetación también puede adoptar la forma de sabana, donde los cactus y las suculentas comparten el suelo con las hierbas silvestres.

### Manglares

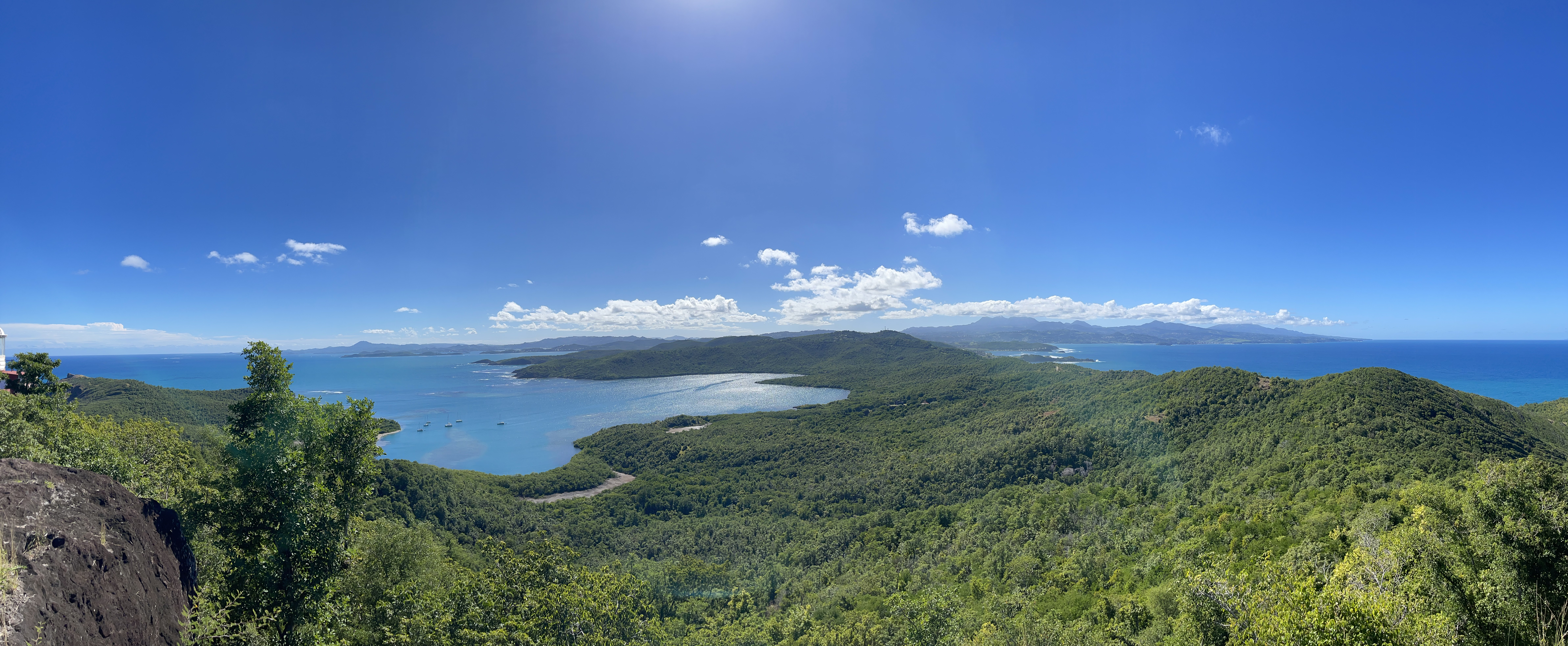
Reserva natural de la Península de Caravelle

El manglar está presente en toda Martinica:
- Península de Caravelle (presqu'île de la Caravelle) (reserva natural) ;
- Bahía de Génipa - Ducos ;
- Bahía des Anglais - Sainte-Anne.

Las Strelitziaceae, entre las que se encuentra el árbol del viajero, fueron importadas de América del Sur y del Océano Índico. Algunas palmeras son endémicas de la isla, como la Acrocomia o la Roystonea, mientras que otras han sido importadas de otros continentes (especialmente de Asia u Oceanía), como la Cyrtostachys o la Cocos nucifera. También hay muchos árboles frutales en la isla (aguacate, fruta del pan, tamarindo, ciruela citerácea).

### Playas
Martinica cuenta con numerosas playas: las del sur de la isla son de arena blanca, a diferencia de las del norte que son de origen volcánico y, por tanto, de arena negra o gris.
La mayoría de las playas son salvajes, sin servicios y sin vigilancia, pero algunas están organizadas y dan la posibilidad de hacer deportes y actividades relacionadas con el mar.

#### Playas del Caribe Sur

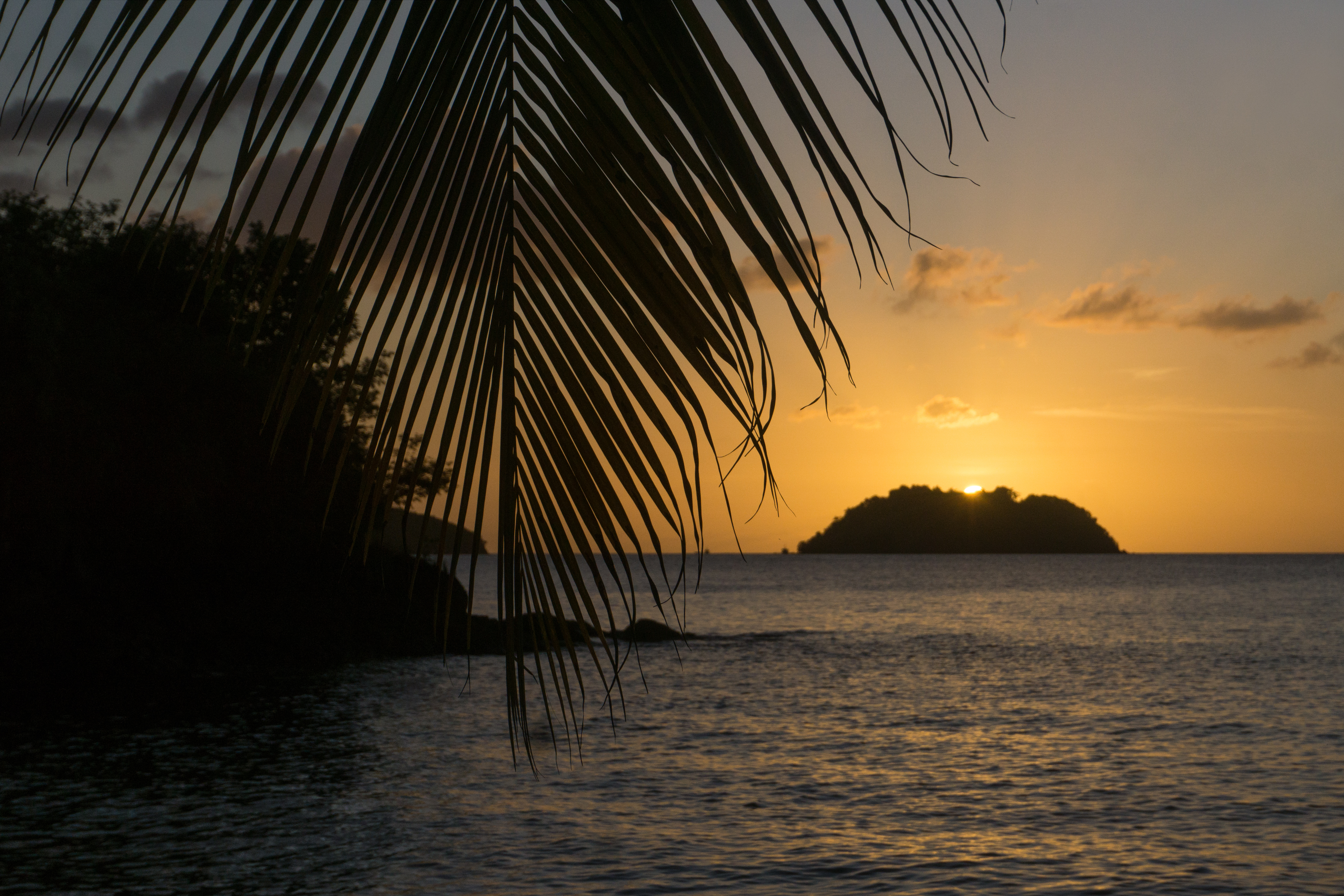
Vista de Les Trois-Îlets, Martinica

- Les Salines
- Vista de Les Trois-Îlets, MartinicaPoint du Marin
- Pointe des Salines
- Anse Meunière
- Anse Mabouyas
- Grande Anse
- Anse Dufour
- Anse Noir
- Anse Mitan
- Anse à l'Ane

#### Playas del Atlántico Sur

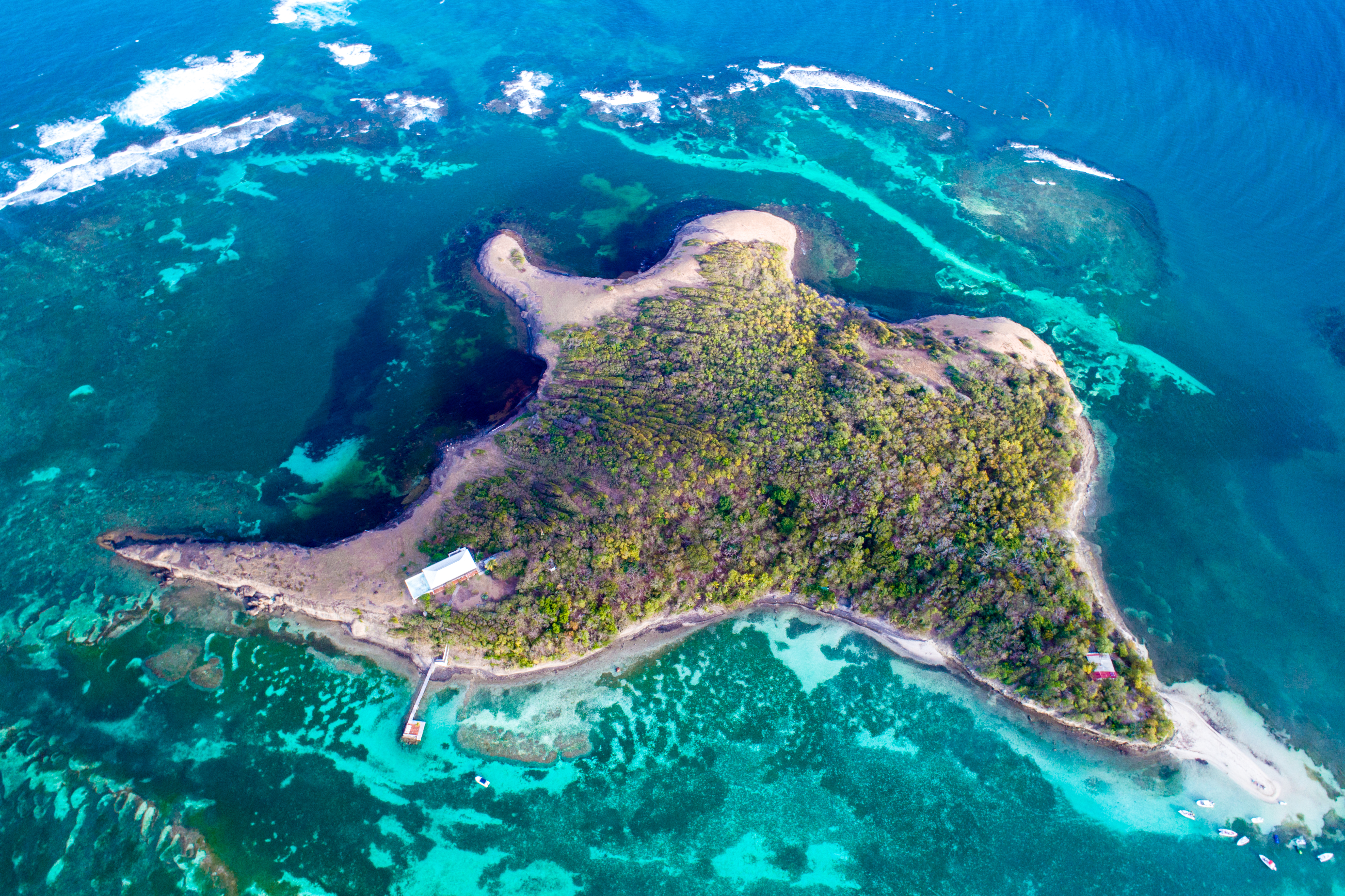
Playas del Islote Thierry (l'ilet Thierry)

- Anse Trabaud
- Anse Michel
- Anse Au Bois
- Anse Esprit
- Ilet Chevalier
- Anse Baleine
- Playas del Islote Thierry (l'ilet Thierry)Anse Grosse Roche
- Grand Macabou
- Gli Ilets di François

#### Playas del Caribe Norte
- Anse Couleuvre
- Anse Céron

#### Playas del Atlántico Norte
- Tartane e Anse L'Etang
- Anse Bonneville
- Anse Charpentier

## Política

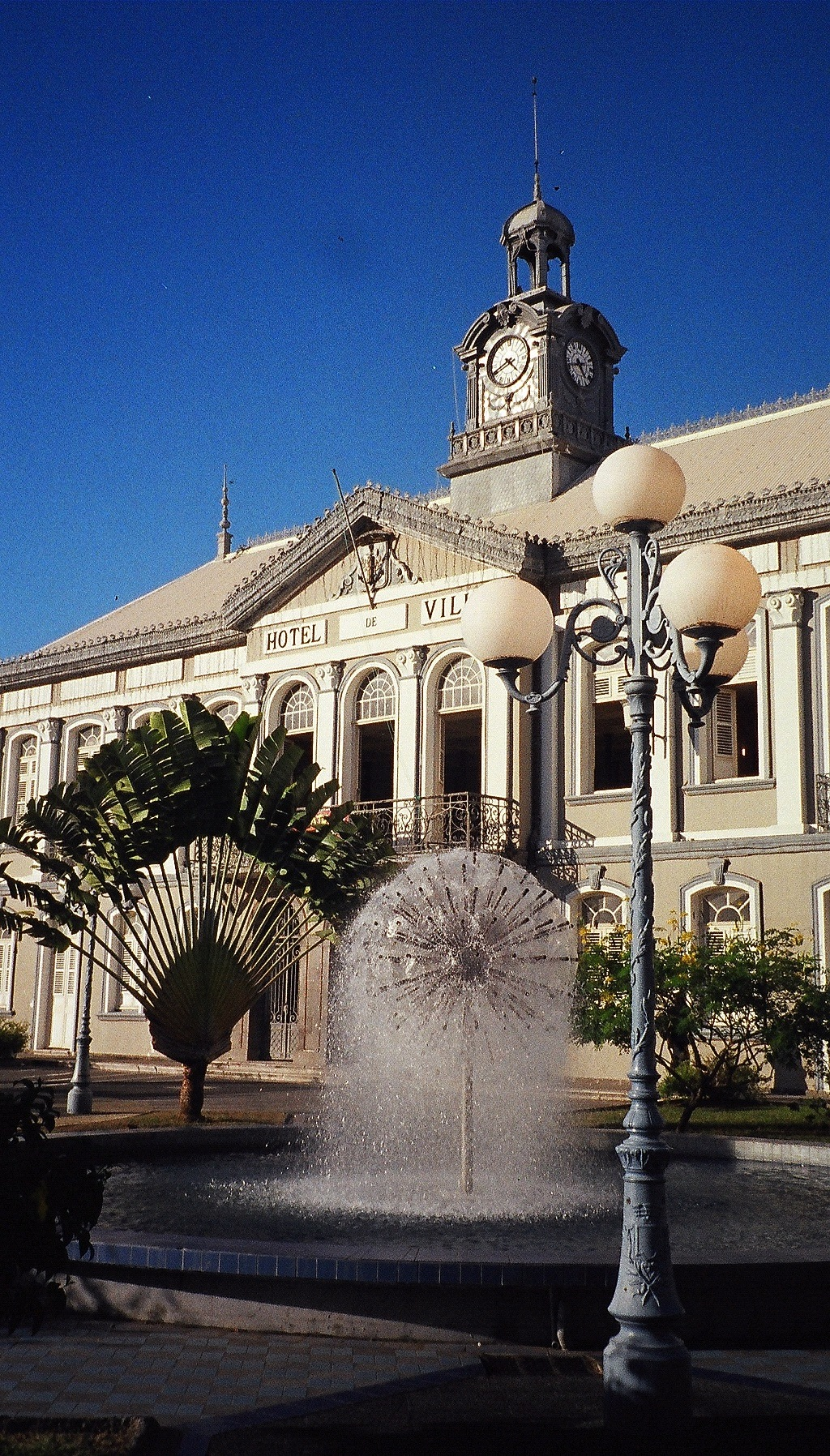
Antiguo ayuntamiento o Alcaldía de Fort-de-France

### Estado actual de la isla
Martinica está dividida en cuatro distritos y treinta y cuatro municipios.
La "Colectividad Territorial de Martinica" es desde el 18 de diciembre de 2015 una colectividad territorial de la República Francesa regida por el artículo 73 de la Constitución. La colectividad territorial de Martinica es también una de las regiones ultraperiféricas de la Unión Europea.

### Representación del Estado
La prefectura de Martinica es Fort-de-France. Las tres subprefecturas son Le Marin, Saint-Pierre y La Trinité. El Estado francés está representado en Martinica por un prefecto (Stanislas Cazelles desde el 5 de febrero de 2020), y por dos subprefectos en Le Marin (Corinne Blanchot-Prosper) y La Trinité / Saint-Pierre (Nicolas Onimus, nombrado el 20/05/2020).
La prefectura fue criticada por racismo tras la publicación en su cuenta de Twitter de un cartel en el que se pedía el distanciamiento físico contra el coronavirus y en el que aparecían un hombre negro y otro blanco separados por piñas.

### Instituciones
El Presidente del Consejo Ejecutivo de Martinica es Serge Letchimy desde el 2 de julio de 2021.
El Consejo Ejecutivo de Martinica está compuesto por nueve miembros (un presidente y ocho consejeros ejecutivos)
La asamblea deliberante de la colectividad territorial es la Asamblea de Martinica, compuesta por 51 miembros elegidos y presidida por Lucien Saliber desde el 2 de julio de 2021.
El consejo consultivo de la colectividad territorial de Martinica es el Consejo económico, social, medioambiental, de la cultura y de la educación de Martinica (Conseil économique, social, environnemental, de la culture et de l'éducation de Martinique), compuesto por 68 miembros. Su presidente es Justin Daniel desde el 20 de mayo de 2021.

### Representación nacional
Martinica está representada desde el 17 de junio de 2017 en la Asamblea Nacional por cuatro diputados (Serge Letchimy, Jean-Philippe Nilor, Josette Manin y Manuéla Kéclard-Mondésir) y en el Senado por dos senadores (Maurice Antiste y Catherine Conconne) desde el 24 de septiembre de 2017.
Martinica también está representada en el Consejo Económico, Social y Medioambiental por Pierre Marie-Joseph desde el 26 de abril de 2021.

### Evolución institucional y estatutaria de la isla

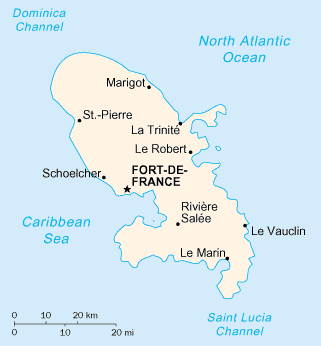
Ubicación de la capital Fort-de-France y de las principales ciudades de Martinica.

Durante la década de 2000, el debate político en Martinica se centró en la cuestión de la evolución del estatuto de la isla. Se enfrentan dos ideologías políticas, el asimilacionismo y el autonomismo. Por un lado, están los que quieren un cambio de estatus basado en el artículo 73 de la Constitución francesa, es decir, que todas las leyes francesas se apliquen en Martinica de pleno derecho, lo que en derecho se llama identidad legislativa, y por otro lado los autonomistas que quieren un cambio de estatus basado en el artículo 74 de la Constitución francesa, es decir, un estatus autónomo sometido al régimen de especialidad legislativa siguiendo el ejemplo de San Martín y San Bartolomé.
Desde la revisión constitucional del 28 de marzo de 2003, Martinica tiene cuatro opciones:
- Primera posibilidad: el statu quo, Martinica mantiene su estatus de Departamento y Región de Ultramar, en virtud del artículo 73 de la Constitución. Los DROM están bajo el régimen de identidad legislativa. En este marco, las leyes y reglamentos son aplicables de pleno derecho, con las adaptaciones requeridas por las características y limitaciones particulares de las comunidades afectadas.

- Segunda posibilidad: si los actores locales, y en primer lugar los representantes elegidos, están de acuerdo, pueden, en el marco del artículo 73 de la Constitución, proponer una evolución institucional como la creación de una asamblea única (fusión del consejo general y del consejo regional). Sin embargo, el departamento y la región permanecerán. El gobierno podrá proponer al Presidente de la República que consulte a los votantes sobre esta cuestión. En caso de respuesta negativa, nada será posible. En caso de respuesta positiva, la decisión final será tomada por el Parlamento, que decidirá finalmente si la reforma se lleva a cabo mediante la aprobación de una ley ordinaria.

- Tercera posibilidad: los elegidos podrán proponer la creación de una nueva colectividad en el marco del artículo 73 de la Constitución francesa. Esta nueva comunidad sustituirá al departamento y a la región. Reunirá las competencias que actualmente están atribuidas al Consejo General y al Consejo Regional. Esta comunidad regida por el artículo 73 está sometida al régimen de identidad legislativa y, por tanto, no es autónoma. Tendrá como instituciones un consejo ejecutivo, una asamblea deliberante y un consejo económico y social.

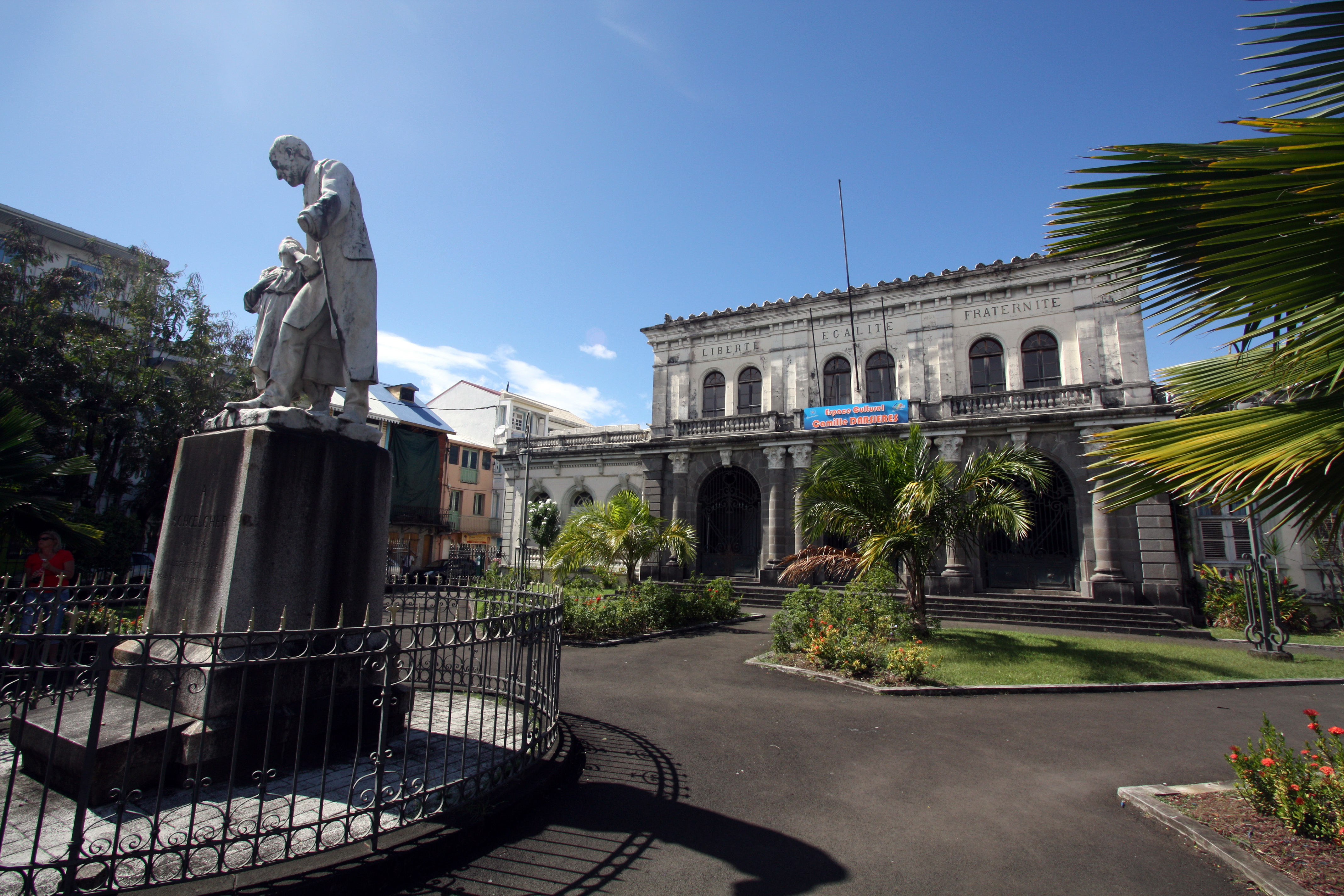
Antiguo Palacio de Justicia de Fort de France

- Antiguo Palacio de Justicia de Fort de FranceCuarta posibilidad: si se alcanza un consenso, los representantes elegidos podrán proponer al gobierno un cambio de estatus, es decir, la transformación de Martinica en una colectividad de ultramar (COM). En efecto, desde la revisión constitucional del 28 de marzo de 2003, los departamentos de ultramar pueden, en virtud del artículo 74, convertirse en una colectividad de ultramar (COM) como San Martín y San Bartolomé.
- A diferencia de los departamentos de ultramar, las colectividades de ultramar están sujetas a una especialización legislativa. Las leyes y decretos de la República se les aplican en determinadas condiciones establecidas por la ley orgánica que define su estatuto. Los Departamentos de Ultramar tienen un mayor grado de autonomía que los DOM. Tienen un consejo ejecutivo, un consejo territorial y un consejo económico y social. El prefecto es el representante del Estado francés en la colectividad de ultramar.

Sin embargo, la Constitución francesa especifica en el artículo 72-4 que "no podrá efectuarse ningún cambio, para la totalidad o parte de una de las comunidades mencionadas en el segundo párrafo del artículo 72-3, de uno a otro de los regímenes previstos en los artículos 73 y 74, sin que se haya obtenido el consentimiento previo de los electores de la comunidad o de la parte de la comunidad de que se trate, en las condiciones previstas en el párrafo siguiente.
En 2003 se prevé una nueva organización, en la que la institución regional y la departamental se fusionarían en una sola institución. Esta propuesta fue rechazada en Martinica (pero también en Guadalupe) por un 50,48% en un referéndum celebrado el 7 de diciembre de 2003.
El 10 de enero de 2010 se realizó una consulta a la población. Se pidió a los votantes que votaran en un referéndum sobre un posible cambio en el estatus de su territorio. La papeleta proponía a los votantes "aprobar o rechazar la transición al régimen previsto en el artículo 74 de la Constitución". La mayoría de los votantes, el 79,3%, dijo "no ".
El 24 de enero siguiente, en un segundo referéndum, el 68,4% de la población de Martinica aprobó el paso a una "colectividad única" en virtud del artículo 73 de la Constitución, es decir, una asamblea única que ejercería los poderes del Consejo General y del Consejo Regional.

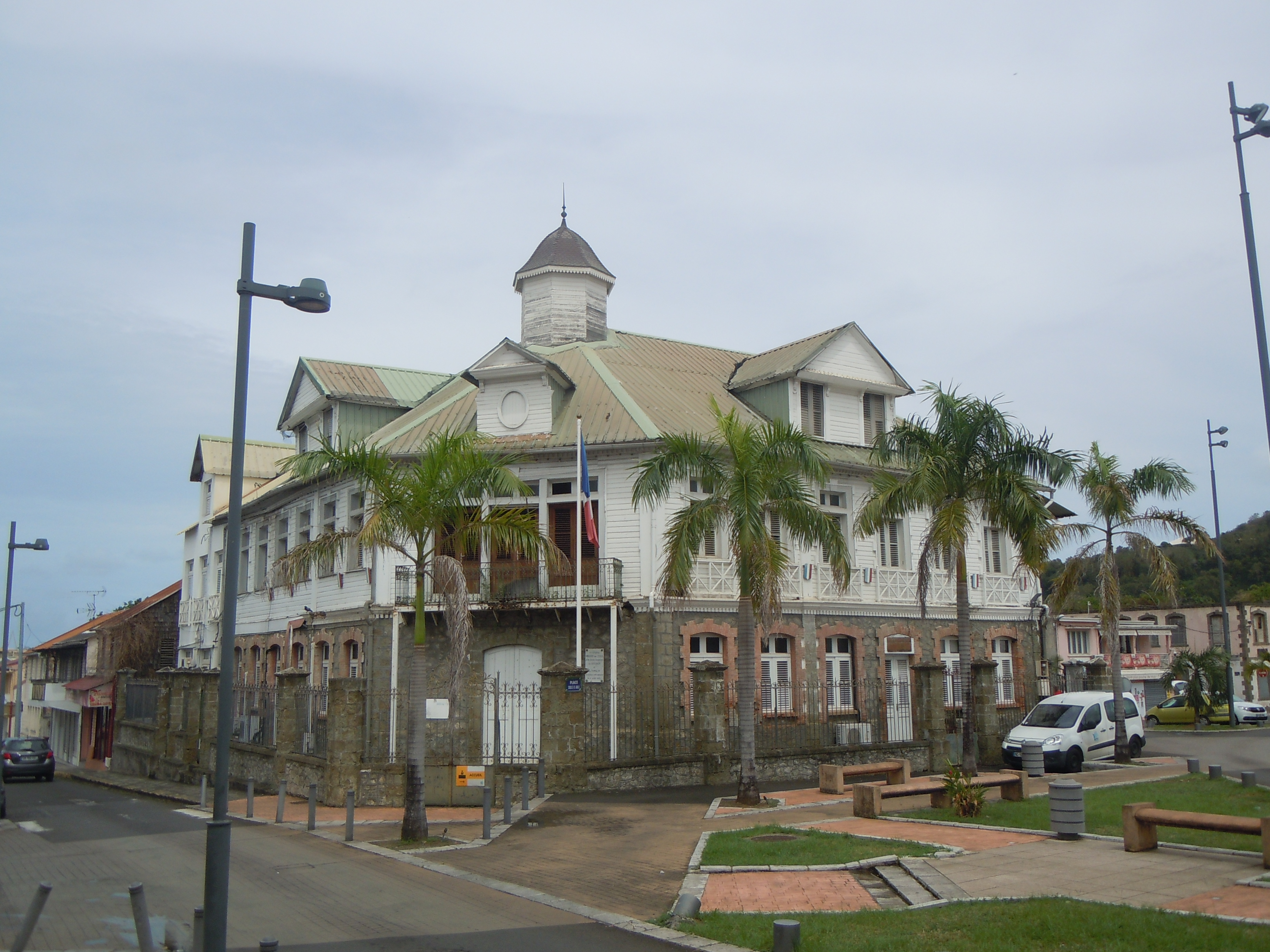
Ayuntamiento o Alcaldía de François, Martinica

### Nueva colectividad de Martinica
El proyecto de los representantes electos de Martinica al gobierno propone una única comunidad territorial regida por el artículo 73 de la Constitución, cuyo nombre es "Comunidad Territorial de Martinica". La asamblea única que sustituye al Consejo General y al Consejo Regional se llama "Asamblea de Martinica". La Asamblea de Martinica está compuesta por 51 consejeros, elegidos para un mandato de seis años por el sistema de representación proporcional (la circunscripción electoral está dividida en cuatro secciones). Se concede una bonificación por mayoría del 20% a la lista que quede en primer lugar.
El órgano ejecutivo de esta comunidad se llama "consejo ejecutivo", que está compuesto por nueve consejeros ejecutivos, incluido un presidente. El presidente de la comunidad de Martinica es el presidente del consejo ejecutivo. El consejo ejecutivo es responsable ante la Asamblea de Martinica, que puede anularlo mediante una moción de censura constructiva. A diferencia del funcionamiento anterior del Consejo General y el Consejo Regional, la Asamblea de Martinica está separada del Consejo Ejecutivo y está dirigida por una mesa y un presidente.
La nueva colectividad de Martinica combina las competencias de los consejos generales y regionales, pero podrá obtener nuevas competencias a través de las habilitaciones de acuerdo con el artículo 73. El consejo ejecutivo está asistido por un consejo consultivo, el Consejo Económico, Social, Medioambiental, Cultural y Educativo de Martinica.
El proyecto de ley fue aprobado el 26 de enero de 2011 por el Gobierno francés. La ley ordinaria se presentó al Parlamento durante el primer semestre de 2011 y dio lugar a la aprobación de la Ley n.º 2011-884, de 27 de julio de 2011, sobre las comunidades territoriales de Guayana Francesa y Martinica.

### Fuerzas políticas
La vida política de Martinica se basa esencialmente en los partidos políticos martiniqueños y en las federaciones locales de los partidos nacionales (PS y LR). La siguiente clasificación tiene en cuenta su posicionamiento respecto a la evolución estatutaria de la isla: están los asimilistas (partidarios de una evolución institucional o estatutaria en el marco del artículo 73 de la Constitución francesa), los autonomistas e independentistas (partidarios de una evolución estatutaria basada en el artículo 74 de la Constitución francesa).
En efecto, el 18 de diciembre de 2008, durante el congreso de los electos departamentales y regionales de Martinica, los treinta y tres electos independentistas (MIM/CNCP/MODEMAS/PALIMA) de las dos asambleas votaron por unanimidad a favor de un cambio de estatus de la isla basado en el artículo 74 de la Constitución francesa, que permite el acceso a la autonomía; este cambio de estatus fue rechazado masivamente (79,3%) por la población durante el referéndum del 10 de enero de 2010.

## Administración

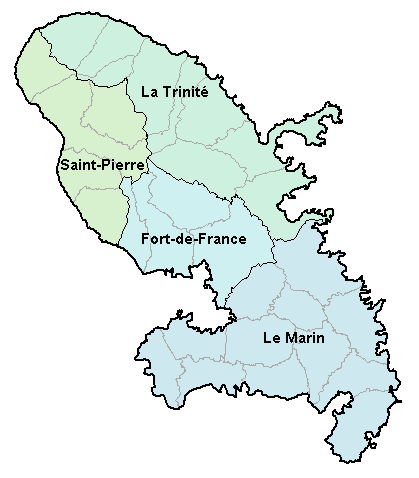
Distritos de Martinica.

Martinica está dividida en cuatro municipios, treinta y cuatro comunas, y cuarenta y cinco cantones. Con Guadalupe y Guayana Francesa es uno de los Departamentos Franceses de América (DFA). Es asimismo una región ultraperiférica de la Unión Europea.
Los cuatro distritos de la isla, con sus respectivas localidades, son los siguientes
- Fort-de-France es la única prefectura del departamento. Ocupa la zona central de la isla. Comprende cuatro comunas y dieciséis cantones. La población del distrito era de 163.969 habitantes en 1990. Además de la capital, comprende las localidades de Saint-Joseph y Schoelcher.

- La Trinité es una de las tres subprefecturas de la isla. Se encuentra en la zona nororiental de Martinica. Tiene diez comunas y once cantones. La población del distrito era de 78.922 habitantes en 1990 y de 85.006 en 1999, registrando un crecimiento de su población del 7,71%. Además de la subprefectura, está compuesto por las localidades de L'Ajoupa-Bouillon, Basse-Pointe, Le Gros-Morne, Le Lorrain, Macouba, Marigot, Le Robert y Sainte-Marie.

- Le Marin es otra subprefectura de Martinica. Comprende la zona meridional de la isla y está compuesta por doce comunas y trece cantones. La población del distrito era de 93.345 habitantes en 1990 y de 106.818 en 1999, por lo que registró un fuerte aumento poblacional del 14,3%. Además de Le Marin, comprende las localidades de Les Anses-d'Arlet, Le Diamant, Ducos, Le François, Rivière-Pilote, Rivière-Salée, Sainte-Anne, Sainte-Luce, Saint-Esprit, Les Trois-Îlets y Le Vauclin.

- Saint-Pierre es la tercera subprefectura del departamento. Comprende ocho comunas y cinco cantones, ocupando la zona noroccidental de la isla. Su población era de 23.336 habitantes en 1990 y de 23.464 en 1999, registrándose un leve incremento demográfico del 0,55%. Junto a Saint-Pierre, sus localidades son Le Carbet, Case-Pilote-Bellefontaine, Le Morne-Rouge y Le Prêcheur.

Las comunas son las ciudades, y los cantones se usan para las elecciones, son una subdivisión de las comunas y son es para elegir a alguien que representan tres o más barrios.

## Economía
La moneda de curso legal en Martinica es el euro, aunque, antes de 2002, circulaban conjuntamente el franco de Martinica y el franco francés.

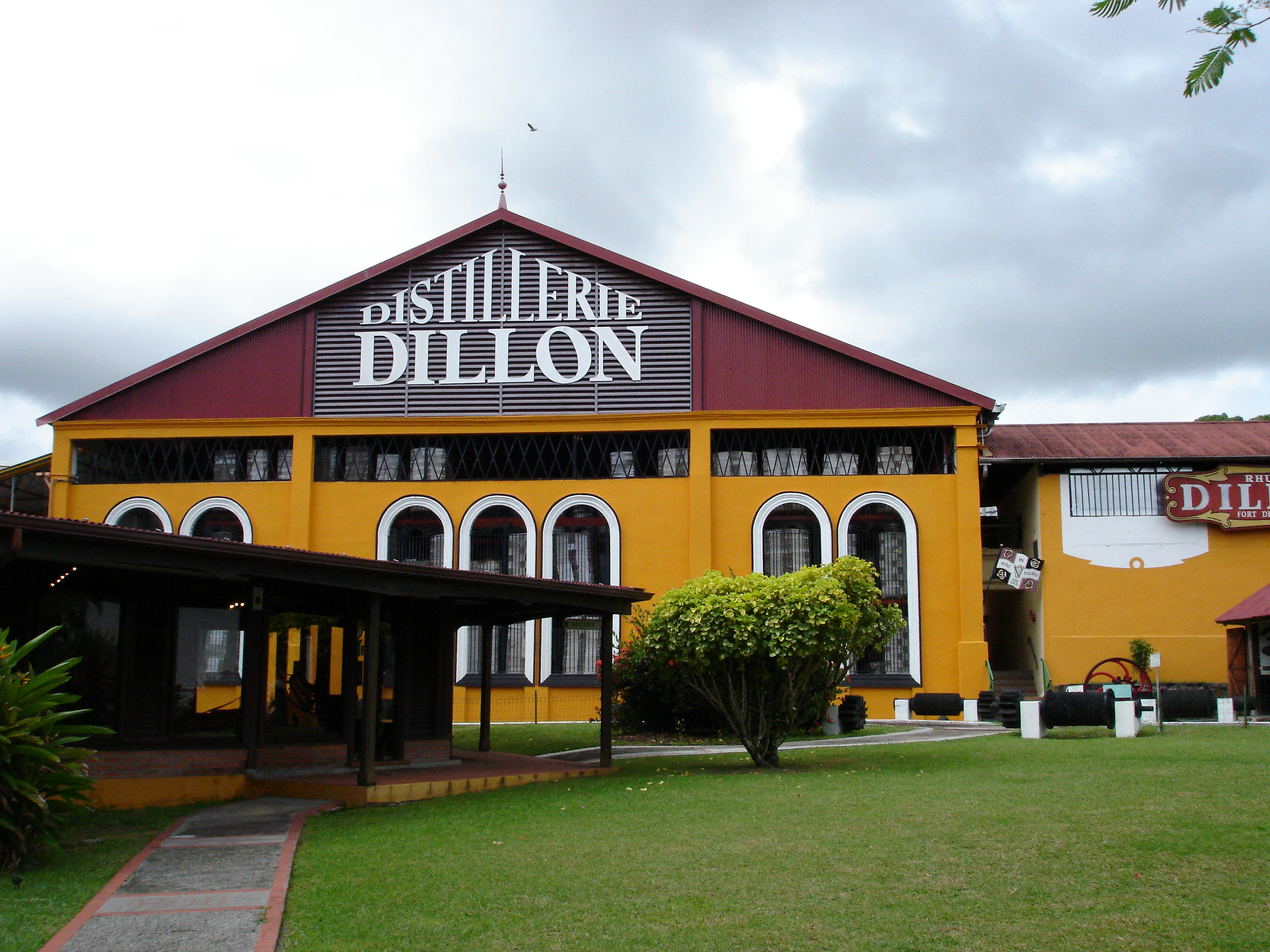
Destilería Dillon

### PIB
El producto interior bruto regional de Martinica fue de 8.400 millones de euros en 2014, es decir, 22.209 euros per cápita, la cifra más alta entre los departamentos y regiones de ultramar, pero inferior a la media nacional francesa (32.199 euros per cápita). Por ello, Martinica se beneficia de los fondos estructurales que otorga la Unión Europea a las zonas económicas menos favorecidas.
La economía de Martinica está muy terciarizada. En 2010, los servicios representaron el 84,2% de la riqueza producida, frente al 13,5% de la industria y la construcción, y el 2,3% de la agricultura, la pesca y la acuicultura.
A pesar de un elevado Índice de Desarrollo Humano (IDH), calculado en 0,814 en 2011, lo que la convierte en el 39.º territorio más desarrollado del mundo de un total de 187 (y el 2.º (con Guadalupe). Martinica atraviesa una difícil situación económica, caracterizada en particular por una elevada tasa de desempleo (18,9% de la población activa en 2015)

### Exportaciones e importaciones
Las exportaciones de bienes y servicios en 2015 ascendieron a 1.102 millones de euros (504 millones de euros de mercancías), de los cuales más del 20% fueron productos petrolíferos refinados (refinería SARA situada en la localidad de Le Lamentin), 95,9 millones de euros de productos agrícolas, forestales, piscícolas y acuícolas, 62,4 millones de euros de productos de la industria agroalimentaria y 54,8 millones de euros de otras mercancías82.

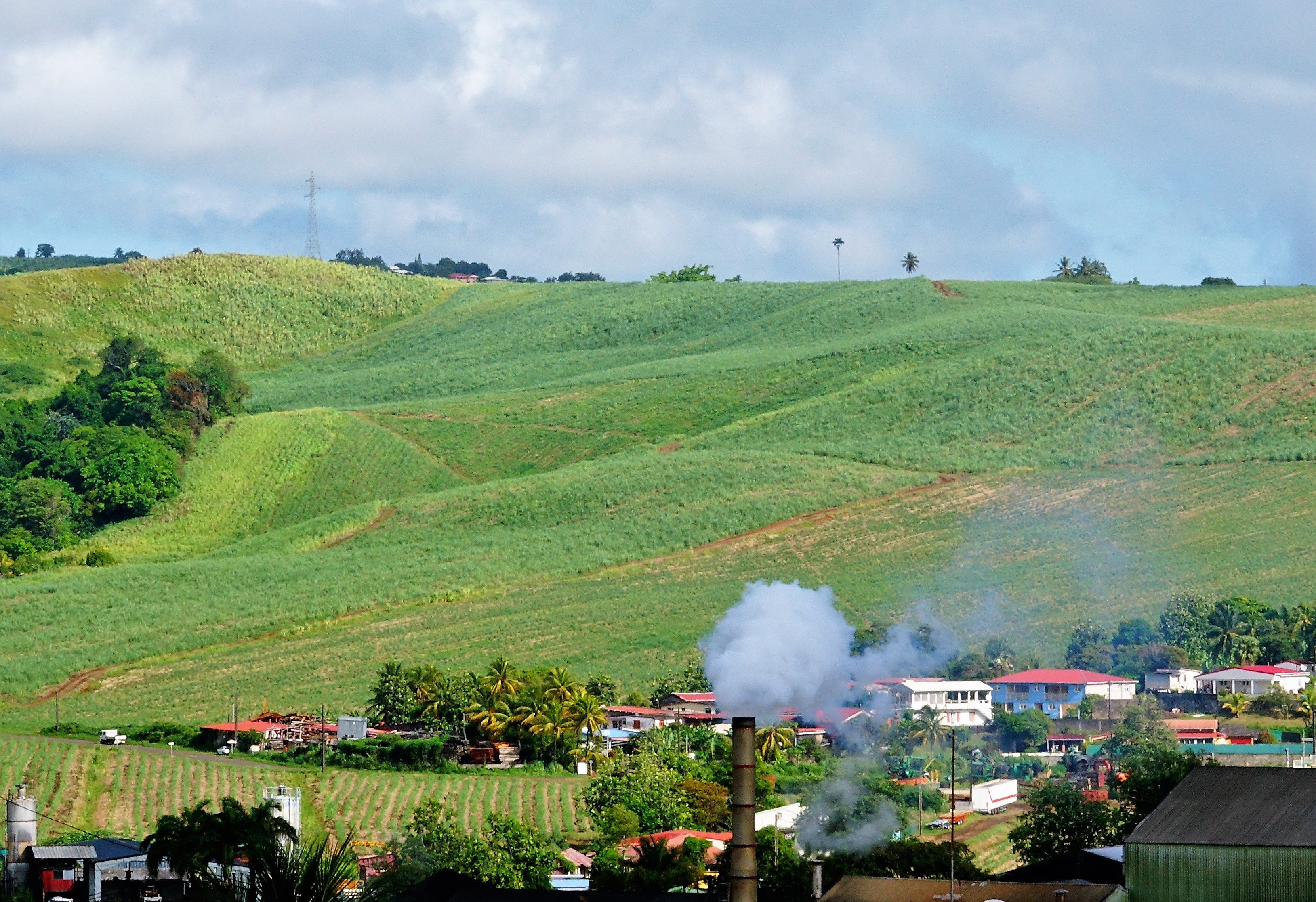
Cultivo de caña de Azúcar

Las importaciones de bienes y servicios en 2015 fueron de 3.038 millones de euros (de los cuales 2.709 millones de euros fueron bienes), de los cuales aproximadamente el 40% fueron productos petroleros crudos y refinados, 462,6 millones de euros fueron productos agrícolas y agroalimentarios y 442,8 millones de euros fueron equipos mecánicos, eléctricos, electrónicos e informáticos.

### Agricultura

#### Plátano
El cultivo de plátano es la principal actividad agrícola, con más de 7.200 hectáreas cultivadas, cerca de 220.000 toneladas producidas y casi 12.000 empleos (directos + indirectos) en cifras de 2006. Su peso en la economía de la isla es bajo (1,6%), sin embargo genera más del 40% del valor añadido agrícola.

#### Ron
El ron, y en particular el ron agrícola, representa el 23% del valor añadido agroalimentario en 2005 y da empleo a 380 personas en la isla (incluido el ron tradicional). La producción de la isla es de unos 90.000 hl de alcohol puro en la campaña de 2009, de los cuales 79.116 hl de alcohol puro son de ron agrícola (2009).

#### Caña de azúcar
En 2009, el cultivo de caña de azúcar ocupaba 4.150 hectáreas, es decir, el 13,7% de las tierras agrícolas. La superficie cultivada ha aumentado más de un 20% en los últimos 20 años, un rápido incremento que se explica por el alto valor añadido del ron producido y la subida de los precios mundiales del azúcar. Esta producción está cada vez más concentrada, ya que las explotaciones de más de 50 hectáreas representan el 6,2% de las explotaciones y el 73,4% de la superficie en producción. La producción anual fue de unas 220.000 toneladas en 2009, de las cuales casi 90.000 se destinaron a la producción de azúcar, y el resto se entregó a las destilerías de ron agrícola.

#### Piñas

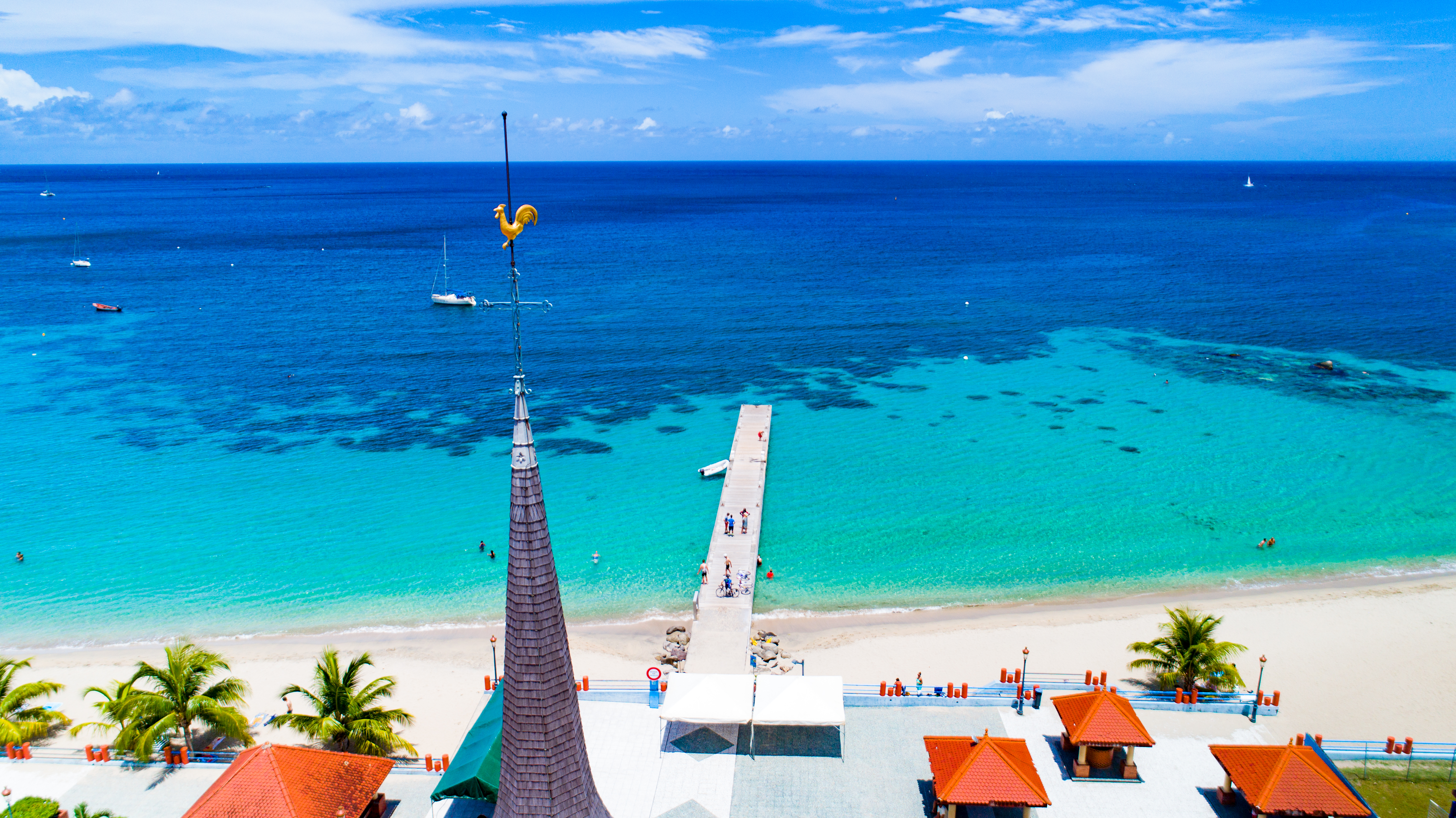
Playa en Anse d'Arlets, Martinica

Las piñas solían ser una parte importante de la producción agrícola, pero en 2005, según el IEDOM, sólo representaban el 1% de la producción agrícola en valor (2,5 millones de euros frente a 7,9 millones en 2000).

### Turismo
Como todas las islas del Caribe, es ideal para el turismo, ya sea que se busquen las playas de arenas blancas del sur, las arenas negras de las playas del norte, caletas para bucear, natación, pesca, visitar arrecifes, conocer los manantiales de aguas termales, recorrer terrenos montañosos, observar desfiladeros, entrar en lugares selváticos, apreciar las bellísimas flores como lilas, orquídeas, o degustar frutas tropicales, como cocos, piñas o papayas.
Jóvenes emprendedores franceses han divulgado la isla de La Martinica de un modo internacional por sus negocios algunos de los cuales, como Sacha Passy de Thellier, han sido premiados con el premio Jóvenes Empresarios Emprendedores de Martinica por el Consulado de varios países, entre ellos España.
La mayoría de los visitantes proceden de la Francia continental, Canadá y Estados Unidos. Aproximadamente el 16% del total de las empresas de la isla (unas 6.000) prestan servicios relacionados con el turismo.

## Sociedad

### Demografía

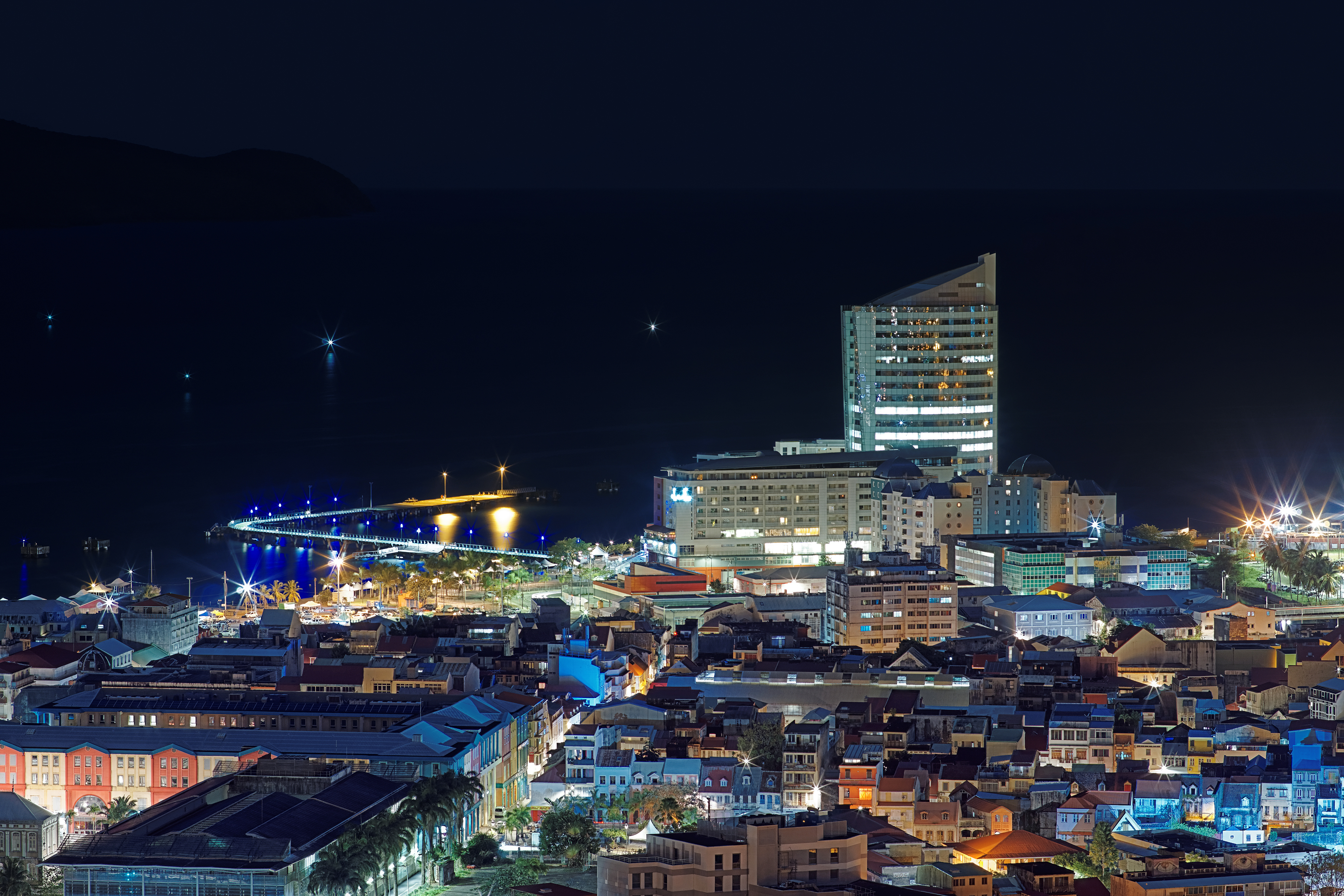
Vista de Fort-de-France, Martinica

Martinica tiene 343 700 habitantes en 2024, distribuidos en 1128 km² es decir, una densidad de población de 326,9 habitantes/km², frente a los 103,7 habitantes/km² de la Francia continental.
Como en la mayoría de las islas, esta densidad ha aumentado rápidamente debido al crecimiento de la población: 255 habitantes/km² en 1961, 319 en 1990 y casi 353 en 2008. Pero el reciente descenso de la fecundidad, combinado con un saldo migratorio negativo, explica el descenso de la población del departamento desde 2006. Así, la tasa de aumento debida al saldo natural fue del +0,5% anual de 2009 a 2014, mientras que la tasa de aumento debida al saldo aparente de entradas y salidas fue del -1,1% anual durante el mismo periodo.
El déficit migratorio incluso ha aumentado en los últimos años, pasando de 1.100 personas/año de 1990 a 2009 a 4.300 personas/año de 2009 a 2014. La emigración provoca un envejecimiento acelerado de la población (el 22% de la población tenía más de 60 años en 2013, diez puntos más que en 1990), una disminución de la proporción de adultos jóvenes (el 21% de los martiniqueses tiene entre 20 y 40 años, frente al 25% de la Francia metropolitana) y, en consecuencia, un debilitamiento del equilibrio natural (hay tanto más muertes como menos nacimientos).
La población está compuesta por personas de origen africano, mestizos, indígenas, mulatos, indocaribeños (llamados coolies), europeos, "békés" e indios. Contiene además algunos descendientes de sirios, libaneses, asiáticos e inmigrantes de diversos orígenes: haitianos, sanluqueños, dominicanos, etc.

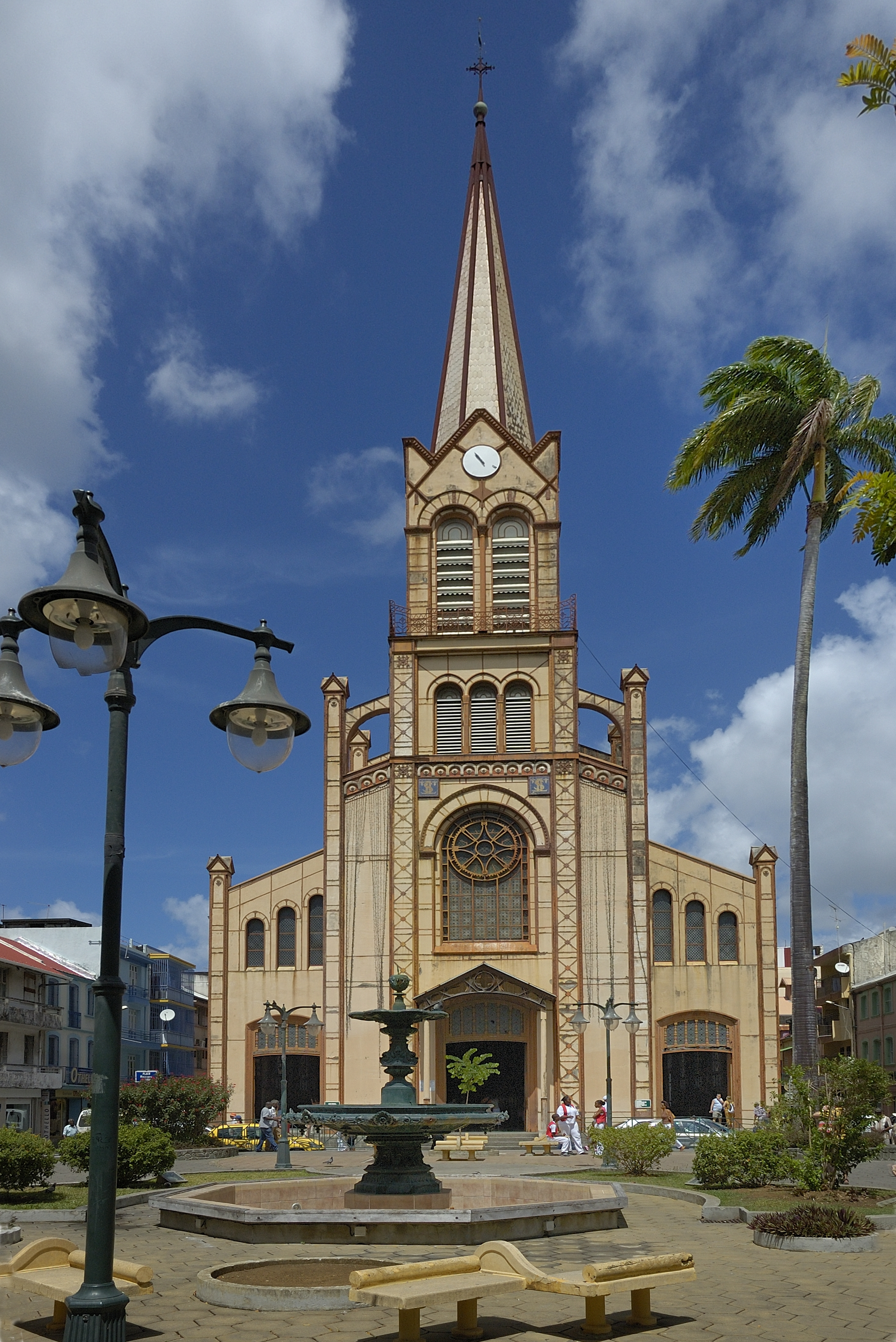
La Catedral de San Luis de Fort de France, Monumento histórico de Francia

### Religión
El 96.5% de los martiquineses profesan alguna forma de cristianismo, destacando la  Iglesia católica como la mayoritaria. 2.3% se declaran ateos o sin religión. 0.2% profesan el Islam y el mismo porcentaje es hinduista.

#### Iglesia católica
Los cristianos católicos siguen el rito latino, con 49 parroquias en cada municipio y pueblo del territorio. La isla cuenta con los siguientes lugares de culto clasificados como monumentos históricos
- Catedral de Saint-Louis (Catedral de San Luis) en Fort-de-France, erigida en 1850 por una bula del papa Pío IX, es actualmente la sede de la archidiócesis de Saint-Pierre y Fort-de-France desde 1967.
- Iglesia del Sacré-coeur (Sagrado Corazón) en Balata.
- Catedral de Notre-Dame-de-l'Assomption (Catedral de Nuestra Señora de la Asunción) en Saint-Pierre de la Martinica. La antigua iglesia de Mouillage está situada en la esquina de la calle Victor Hugo con la calle Dupuy, en el barrio de Mouillage de Saint-Pierre; fue terminada en 1956

La archidiócesis de Saint-Pierre y Fort-de-France (en latín: archidioecesis Sancti Petri et Arcis Gallicae seu Martinicensis) es una circunscripción eclesiástica de la Iglesia católica en el Caribe, con sede en Saint-Pierre y Fort-de-France, en la isla de Martinica. La archidiócesis de Saint-Pierre y Fort-de-France es metropolitana y sus diócesis sufragáneas son Basse-Terre y Pointe-à-Pitre y Cayena.

### Familias
Las familias de Martinica son el resultado de la particular historia de asentamiento de la isla. Se caracterizan por una importante proporción de hogares monoparentales: el 24,9% de las familias (INSEE - cifras de 2015), frente al 8,6% de la Francia metropolitana.
Al igual que en la Francia metropolitana, la noción de familia monoparental debe ser matizada, en función de la naturaleza de la participación del progenitor designado como ausente. Este progenitor puede estar ausente por fallecimiento, separación o divorcio. El padre puede contribuir a la vida del niño de diversas maneras:
- económica, mediante el pago de la manutención de los hijos o la ayuda en especie, como el pago de los gastos relacionados con la escuela;
- emocional y educativo, dando un lugar efectivo a su hijo o hijos en su vida personal: actividades de ocio - visitas - regulación de posibles conflictos, etc.

Sin embargo, la familia en Martinica suele entenderse o definirse como una familia extensa que incluye "parientes, amigos y aliados". Así, un progenitor que es cabeza de familia monoparental a efectos de estado civil puede encontrar relevos educativos y económicos en esta red familiar, ya sea cercana o más lejana geográficamente.
Roger Bastide ha estudiado especialmente las familias negras americanas, a menudo de tipo matrifocal, es decir, centradas en la madre y presentes en todas las regiones de este continente donde existió la trata de esclavos. Jean Benoist describió con gran detalle los tipos de familias martinicanas en los años 60, en particular en el libro L'Archipel inachevé : cultures et sociétés aux Antilles françaises. Esta tipología sigue siendo relevante hoy en día.

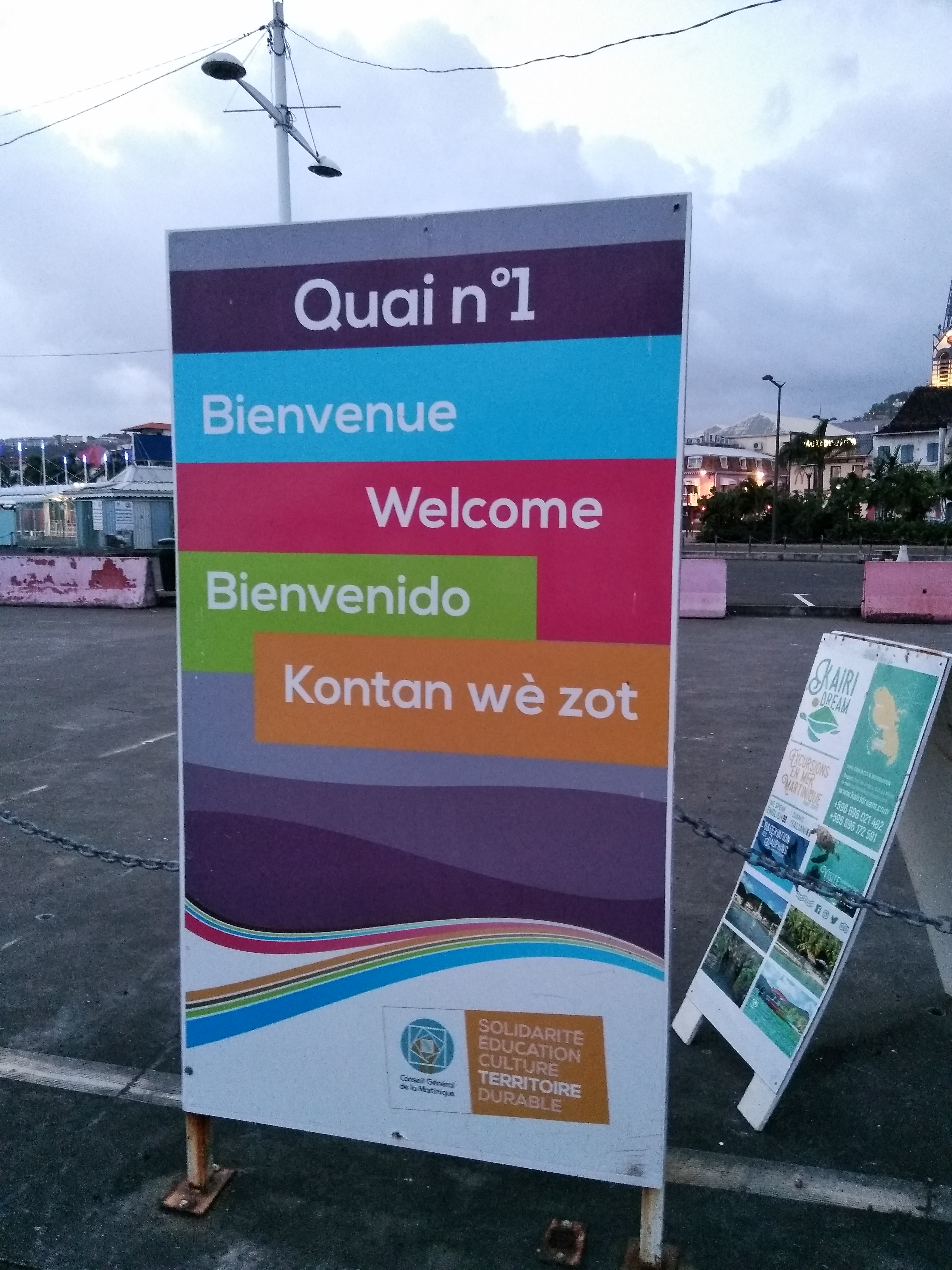
Cartel cuatrilingüe de bienvenida en el puerto de Fort-de-France (Martinica): "bienvenue" (francés), "welcome" (inglés), "bienvenido" (español), "Kontan wè zot" (criollo martiniqués)

El desarrollo de estas familias sigue una evolución histórica. Roger Bastide, en su libro Les Amériques noires, publicado en 1973, presenta tres hipótesis explicativas sobre el origen de estas familias. Describe la aportación cultural de África y de los modelos conyugales y familiares africanos (teoría de Herskovits). Señala las consecuencias de la esclavitud y la desestructuración familiar, es decir, las separaciones que se producían cuando se vendían los esclavos (teoría de E.F. Frazier). La tercera teoría, la de R. T. Smith, hace hincapié en la dimensión económica que explicaría las sucesivas uniones entre madres que se enfrentan a grandes dificultades en su vida cotidiana.
En las canciones, las tradiciones, los proverbios, se menciona a la madre como la mujer "poto mitan", la viga maestra del hogar.

### Lenguas
Como departamento y región de ultramar (DROM), el francés es la lengua oficial en la isla, al igual que en todo el territorio de la República Francesa. Sin embargo, la mayoría de la población se expresa en criollo, una lengua regional compuesta por palabras de diversos orígenes (francés, inglés, español, lenguas de África Occidental, Caribe) articuladas por una sintaxis, una gramática y una conjugación de origen africano. Aproximadamente el 10% de los alumnos reciben clases de criollo en la escuela.
El estatus del criollo ha cambiado desde la creación en el año 2000 de un CAPES en lengua y cultura regional, opción criollo. El criollo se enseña en las escuelas secundarias y en la Universidad de las Indias Occidentales. En efecto, desde hace unos diez años existen en el campus de Schœlcher una licenciatura, un máster y un doctorado en lengua y cultura regionales, opción criolla. En 2007, el escritor Raphaël Confiant publicó el primer diccionario criollo-francés de Martinica.
El GEREC (Groupe d'études et de recherches en espace créolophone), fundado en 1975 por el profesor Jean Bernabé, lleva más de 30 años codificando el criollo de Martinica. La grafía GEREC es la de referencia en Martinica. Entre los defensores de la lengua criolla en Martinica se encuentran los escritores del movimiento literario la créolité, Raphaël Confiant, Patrick Chamoiseau y Jean Bernabé.

### Educación
Martinica posee diversas instituciones públicas y privadas de educación de todos los niveles y tipos entre las que podemos mencionar se encuentran:

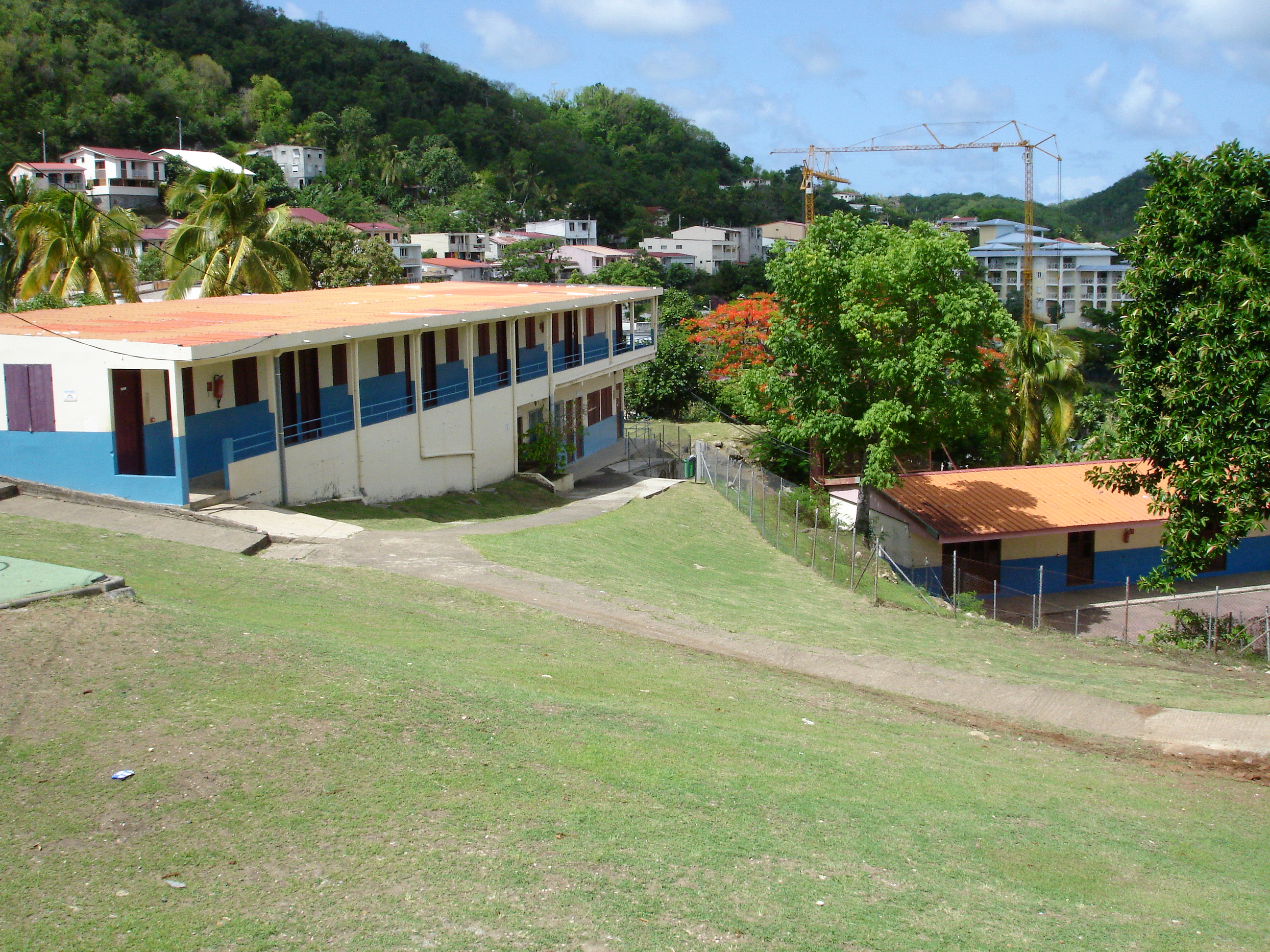
Escuela en Le Marin, Martinica

- Academia de las Antillas y de la Guayana Francesa (1973-1997), Academia de Martinica[35] (1997-)
- Universidad de las Indias Occidentales y Guayana Francesa (1982-2014), Universidad de las Indias Occidentales desde 2014
- 344 escuelas públicas y privadas, 258 para la enseñanza primaria: 228 escuelas públicas, 30 escuelas privadas (11 bajo contrato, incluidas 2 con una clase fuera del contrato, y 19 fuera del contrato)
- 86 para la educación secundaria:
- 66 escuelas públicas: 43 CLG, 7 LGT, 7 LPO y 9 LP
- 14 escuelas privadas contratadas: 7 CLG, 3 LGT, 2 LPO y 2 LP
- 6 escuelas privadas no contratadas, entre ellas 4 CLG, 1 LGT, como la Cité scolaire adventiste RAMA, el colegio Lisette-Moutachy y el convento Saint-Joseph-de-Cluny
- 12 distritos IEN
- 3 áreas de formación
- 62 centros públicos de la red de educación prioritaria reforzada (REP+) conocidos como "prefiguradores": 9 colegios y 53 escuelas
- 79 centros públicos de la red de educación prioritaria (REP): 13 colegios y 66 escuelas
- 4 centros de información y orientación (CIO)
- 1 único GRETA (creado el 1 de enero de 2017 tras la disolución de 3 GRETA)
- 4 CFAS
- 1 centro universitario
- 3 establecimientos dependientes del Departamento de Alimentación, Agricultura y Bosques de Martinica (DAAF)

## Cultura

### Literatura
Son originarios de la isla varios escritores e intelectuales franceses tales como Aimé Césaire, René Ménil y varios más, pero estos dos son los más importantes.

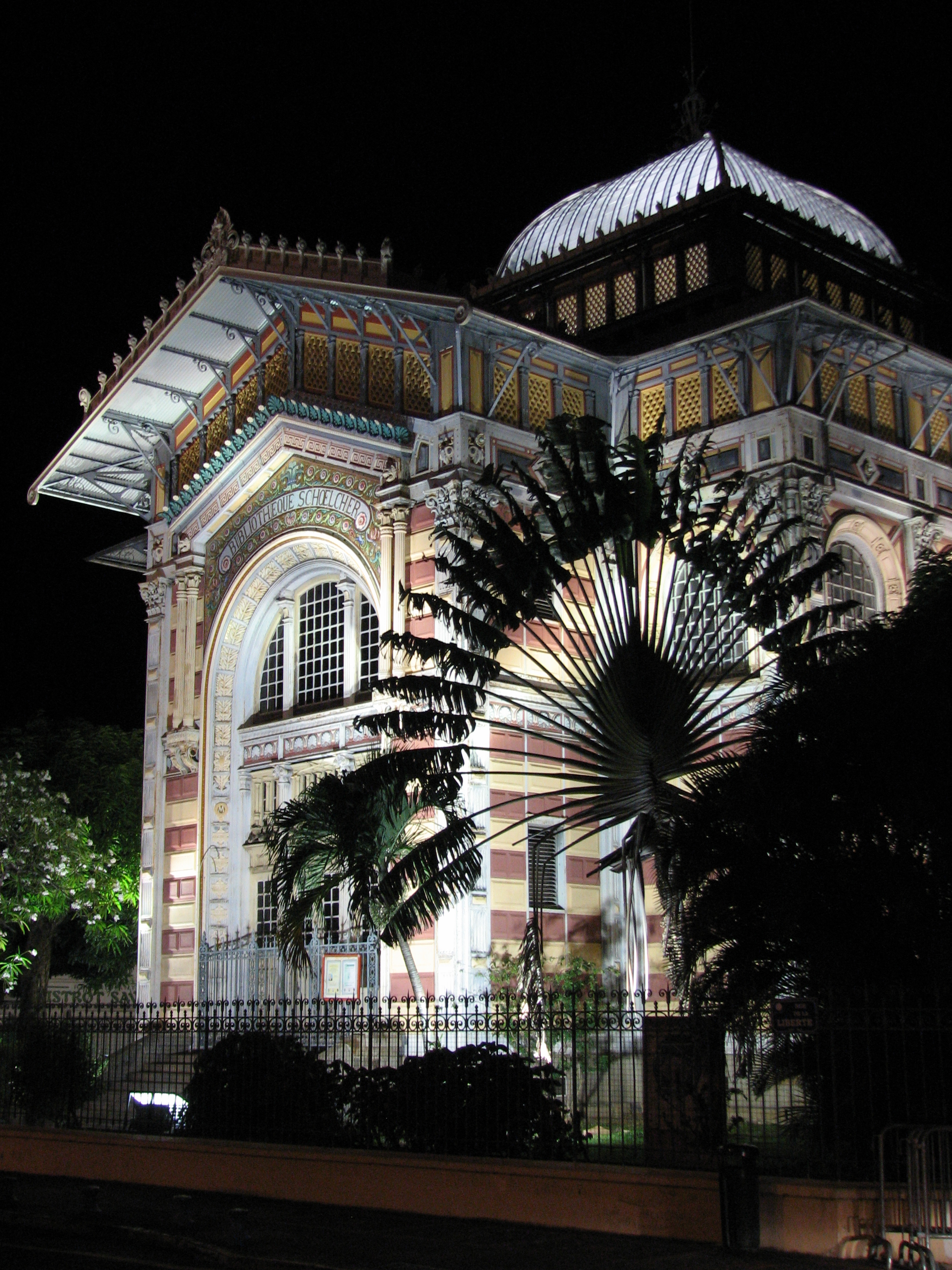
Biblioteca Schoelcher

Aimé Césaire creó el movimiento cultural, ideológico y literario denominado negritud, a través del cual Césaire expresó su deseo de reivindicación de la cultura y la identidad negra frente a la cultura francesa, vista como dominante y opresora al igual que la obra de Frantz Fanon, revolucionario, psiquiatra, filósofo y escritor de origen martiniqués, sus obras más importantes son Piel negra, máscaras blancas y Los condenados de la tierra, obra prologada por Jean Paul Sartre y que inspiró al pueblo afro de Martinica a sublebarse como colonia francesa contra la metrópolis en busca de su independencia. Césaire fue una importantísima personalidad en Martinica por la relevancia de su actividad intelectual, por el peso de su actividad política y, sobre todo, por la calidad de su obra poética, celebrada por grandes intelectuales y artistas entre los que valdría la pena señalar a André Breton y Jean-Paul Sartre.
Los acontecimientos de la novela Corazón salvaje (de la escritora mexicana Caridad Bravo Adams) se ubican en la Martinica, concretamente antes, durante y después de la erupción del Monte Pelée.

### Gastronomía
La gastronomía de Martinica es variada y atestigua la historia de la isla y de sus habitantes, con influencias caribes (como el Poulet boucané), europeas, africanas (aportadas por los esclavos) e indias (a partir de la inmigración india), adaptadas a los productos de la isla. Los ingredientes que las componen pueden ser variedades foráneas cultivadas localmente (caña de azúcar, cacao, numerosos frutos), especies locales (como el lambí y los cangrejos) así como alimentos importados desde los tiempos de la época colonial para alimentar la población (arroz, bacalao).

#### Bebidas
La bebida más característica de Martinica es el Ron de Martinica, que tiene dos variedades principales: el ron agrícola AOC (por ejemplo, el Rhum Clément) y el ron tradicional o industrial (por ejemplo, el Rhum Negrita). Otras bebidas alcohólicas son preparadas con el ron, como el Ti Punch (compuesto de sirope de azúcar de caña, limón y ron) y el Planteur (que también contiene zumo de fruta). En el mercado de Fort de France pueden comprarse licores artesanales a base de hierbas y frutas locales. Los jardines de la isla producen hierbas que son tomadas en infusión, conocidas como Thé pays y muy apreciadas por sus virtudes medicinales (citronela, atoumo, etc). Los zumos de frutas tropicales también son muy populares (mango, guanábana, caña de azúcar, guayaba, tamarindo, ciruela del Pacífico, etc.) El Mabi (maceración a base de cortezas) es una preparación heredada de los indios caribes.

#### Platos
Entre los primeros platos y acompañamientos se encuentran especialidades como el Féroce d'avocat (una bola de aguacate al bacalao envuelta en harina de manioca), los Accras de morue (especie de buñuelos de bacalao) o de tiriris (peces de pequeño tamaño), el Dombré (bola de harina y agua con especias), el Boudin Créole (especie de morcilla), el Kalalou (sopa verde que contiene hojas de distintas especies de plantas y okras, común en el Caribe) y el Pâté en pot (sopa a base de verduras, de vísceras de cordero, de vino blanco y de alcaparras). Los gratinados también son muy variados y pueden componerse de chayotas, de plátano, de papaya, de fruta del árbol del pan, etc.

En cuanto a los productos del mar, el Chatrou  es un plato a base de pulpo cocido acompañado de arroz y judías rojas, las brochetas de Lambí se cocinan a partir de grandes conchas, y en la estación adecuada pueden comerse los erizos de mar. Los cangrejos son capturados en la orilla del mar o de los cursos de agua dulce y constituyen la base de platos como el Matoutou (con arroz y especias). El Macadam es un plato de bacalao en salazón con arroz. Antiguamente, el Ti-nan lanmori (plato a base de plátanos verdes con bacalao) se consumía como desayuno. En el norte de la isla, el Trempage se prepara a partir de un caldo de bacalao, verduras, pan y carne o pescado, sumergidos en una salsa. 

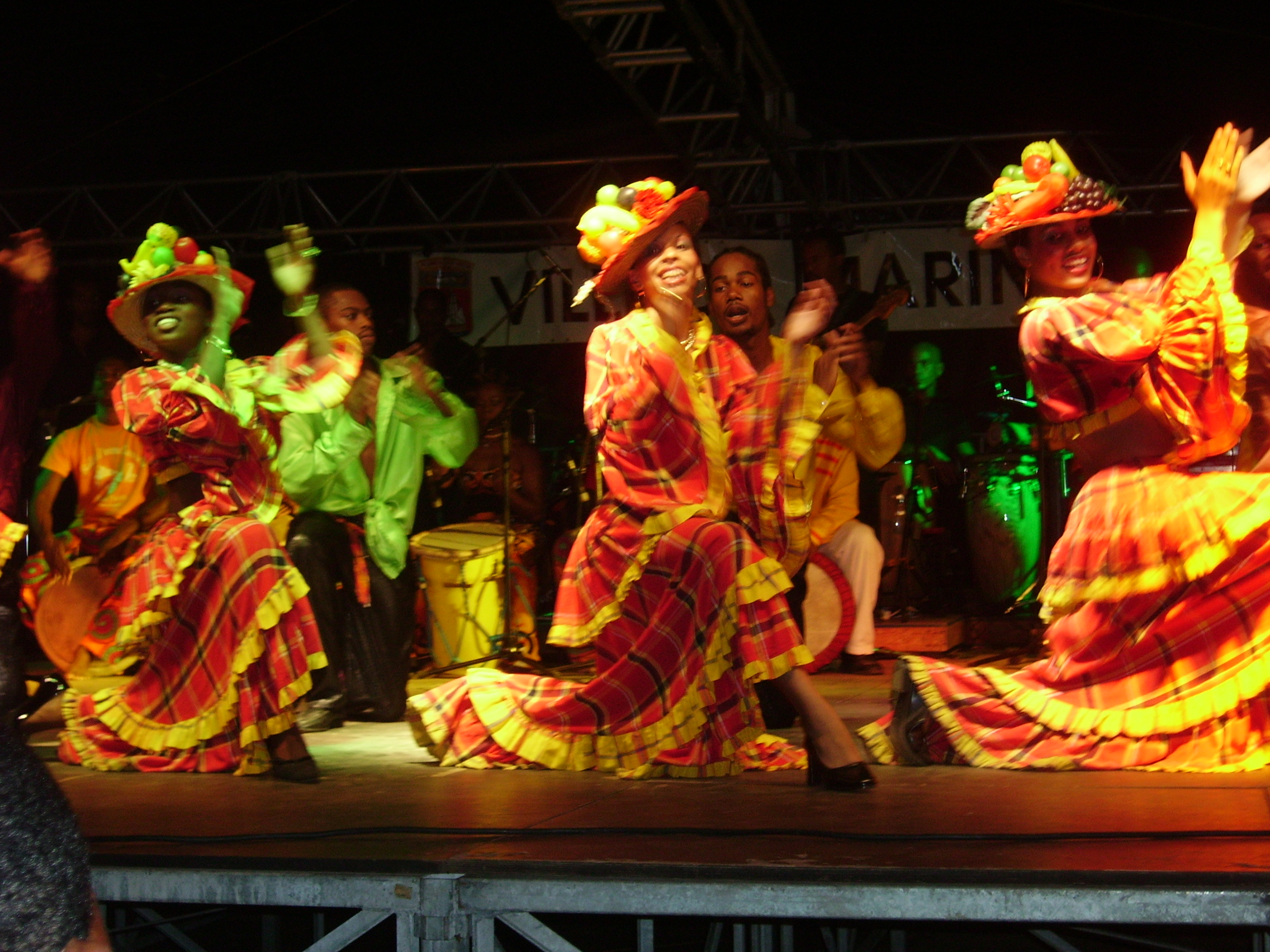
Disfraces de carnaval inspirados en el tradicional traje de madraza de Martinica

Las carnes son preparadas de diversas maneras, por ejemplo en salsa con el Colombo de cerdo o de pollo (recetas que contienen especias como el curry, originario de la India) o al carbón como en el Poulet boucané (pollo cocinado lentamente bajo una capa de carbón). El Chélou se hace a base de vísceras de buey y de cordero con arroz.
El Pain au beurre chocolat, igualmente llamado Chocolate de primera comunión (bebida chocolateada agrementada de especias y servida con un Pain au beurre martiniqués) es servido en esa ocasión. El Blanc manger-coco es un postre popular.

### Música
En la música tradicional se hace una distinción entre la música de los montes (llamados mornes en Martinica, como en Morne Rouge) y las músicas de baile. La música de los montes incluye el Bèlè (mezcla de música, danza y narración, acompañada de tambores), el Chouval bwa (música que acompañaba los tiovivos) y el Damnié (música asociada a la lucha). Entre las músicas de baile se cuentan la Mazouk (mazurca criolla) y la Mazouk pitjé (mazurca criolla picada), además de la Quadrille (o Haute-taille). Otros géneros tradicionales son la música del carnaval martiniqués y la Biguine. Entre los géneros modernos destacan el Zouk, el Kadans, el Dancehall y el Ragga, estos dos últimos provenientes de las antillas inglesas.

## Transporte

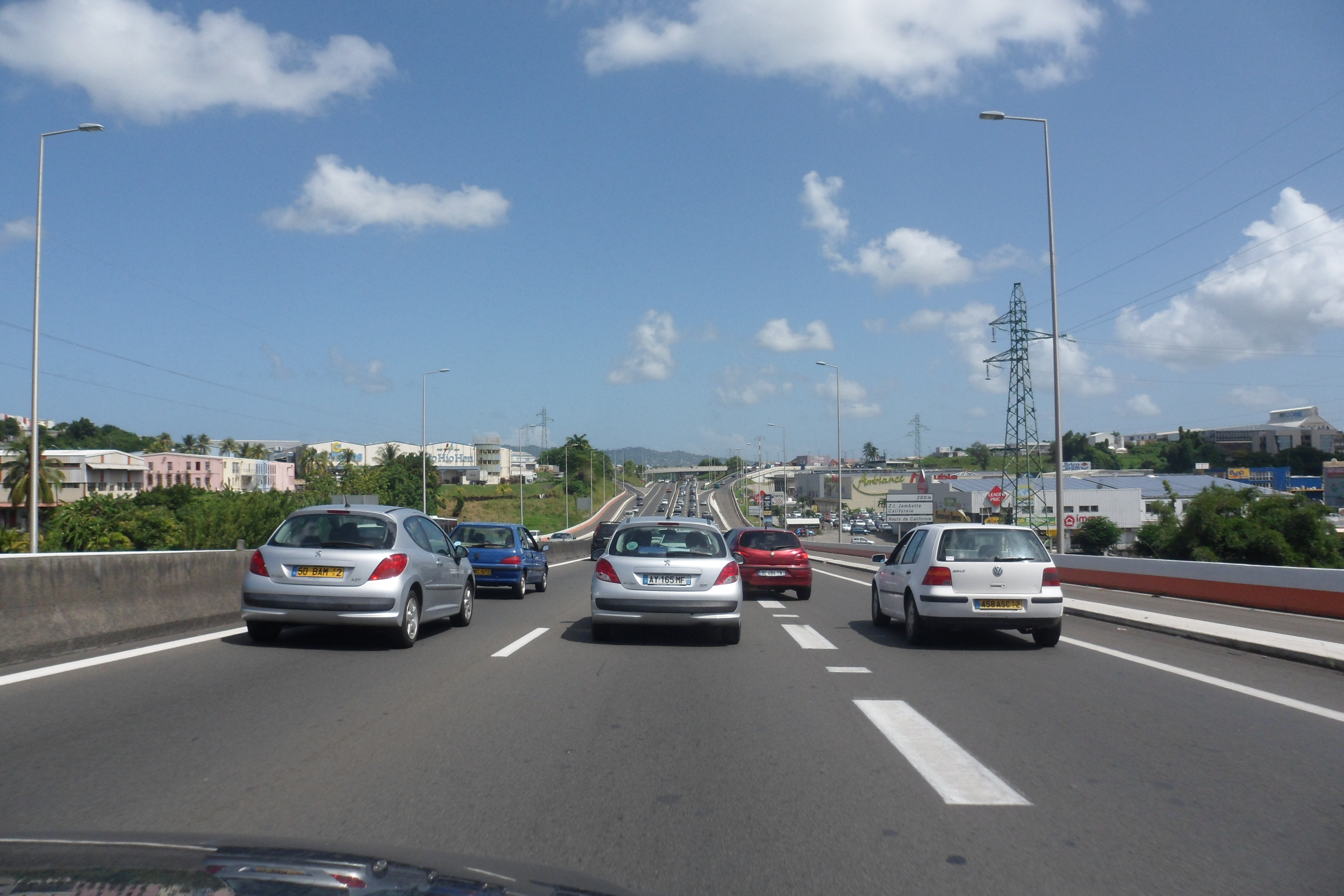
Autopista A1 (972) en Fort-de-France, Martinica

### Carreteras
En 2019, la red de carreteras de Martinica estaba compuesta por 2.123 km:
7 km de autopista (A1 entre Fort-de-France y Le Lamentin) ;
- 919 km de carreteras departamentales y nacionales
- 1.197 km de caminos comunales.

En proporción a su población, Martinica es el departamento francés con mayor número de matriculaciones de vehículos.
En 2019, se matricularon 19.137 vehículos nuevos en Martinica, es decir, se compraron 42 vehículos nuevos por cada 1000 habitantes (+14 en 5 años), para gran beneficio de los concesionarios.

### Transporte público
La entidad pública "Martinique Transport" se creó en diciembre de 2014. Este establecimiento se encarga del transporte urbano, interurbano de pasajeros (taxis), marítimo, escolar y de estudiantes discapacitados de toda la isla, así como de la red de autobuses.
La primera línea de transporte público de derecho exclusivo en Martinica (TCSP), servida por autobuses de alto nivel de servicio entre Fort-de-France y el aeropuerto de Le Lamentin, se puso en servicio el 13 de agosto de 2018. Se prevén ampliaciones a Schœlcher, Robert y Ducos.

### Puertos

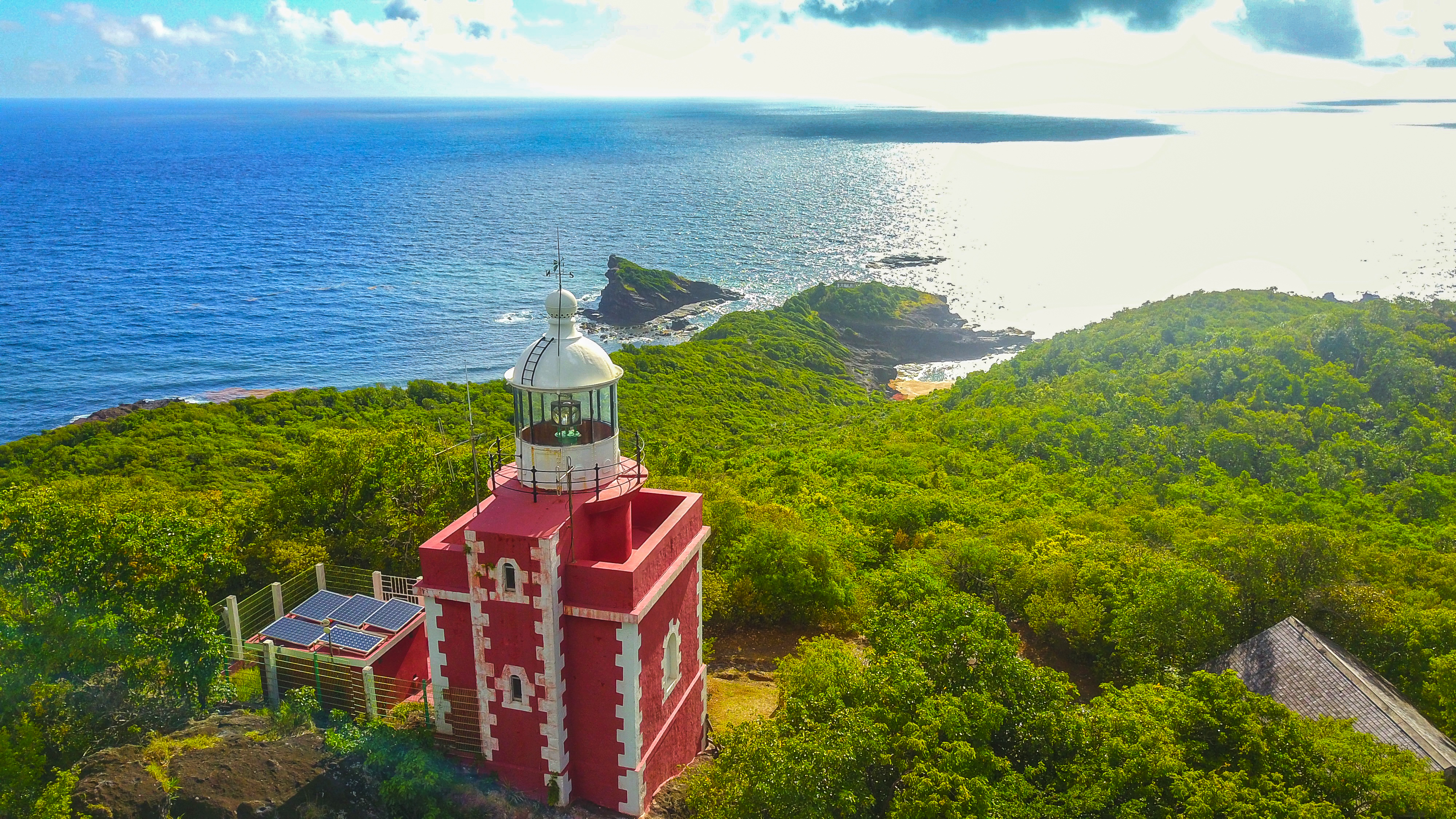
Faro de La Caravelle, Martinica

Dado el carácter insular de Martinica, su abastecimiento por mar es importante. El puerto de Fort-de-France es el séptimo puerto francés en tráfico de contenedores. Después de 2012, se convirtió en el Gran Puerto Marítimo (GPM) de Martinica, tras la decisión del Estado de modernizar las infraestructuras portuarias de interés nacional.

### Servicios aéreos
El aeropuerto de la isla es el Aeropuerto Internacional Martinique-Aimé-Césaire. Se encuentra en el municipio de Le Lamentin. Su tráfico civil (1.696.071 pasajeros en 2015) lo sitúa en la decimotercera posición entre los aeropuertos franceses, por detrás de los de otros dos departamentos de ultramar (Guadalupe - aeropuerto Pôle Caraïbes de Pointe-à-Pitre, Guadalupe, y aeropuerto de La Reunión-Roland-Garros). Su tráfico está muy fuertemente polarizado por la Francia metropolitana, con un tráfico internacional muy limitado (192.244 pasajeros en 2017) y en descenso.

### Ferrocarriles

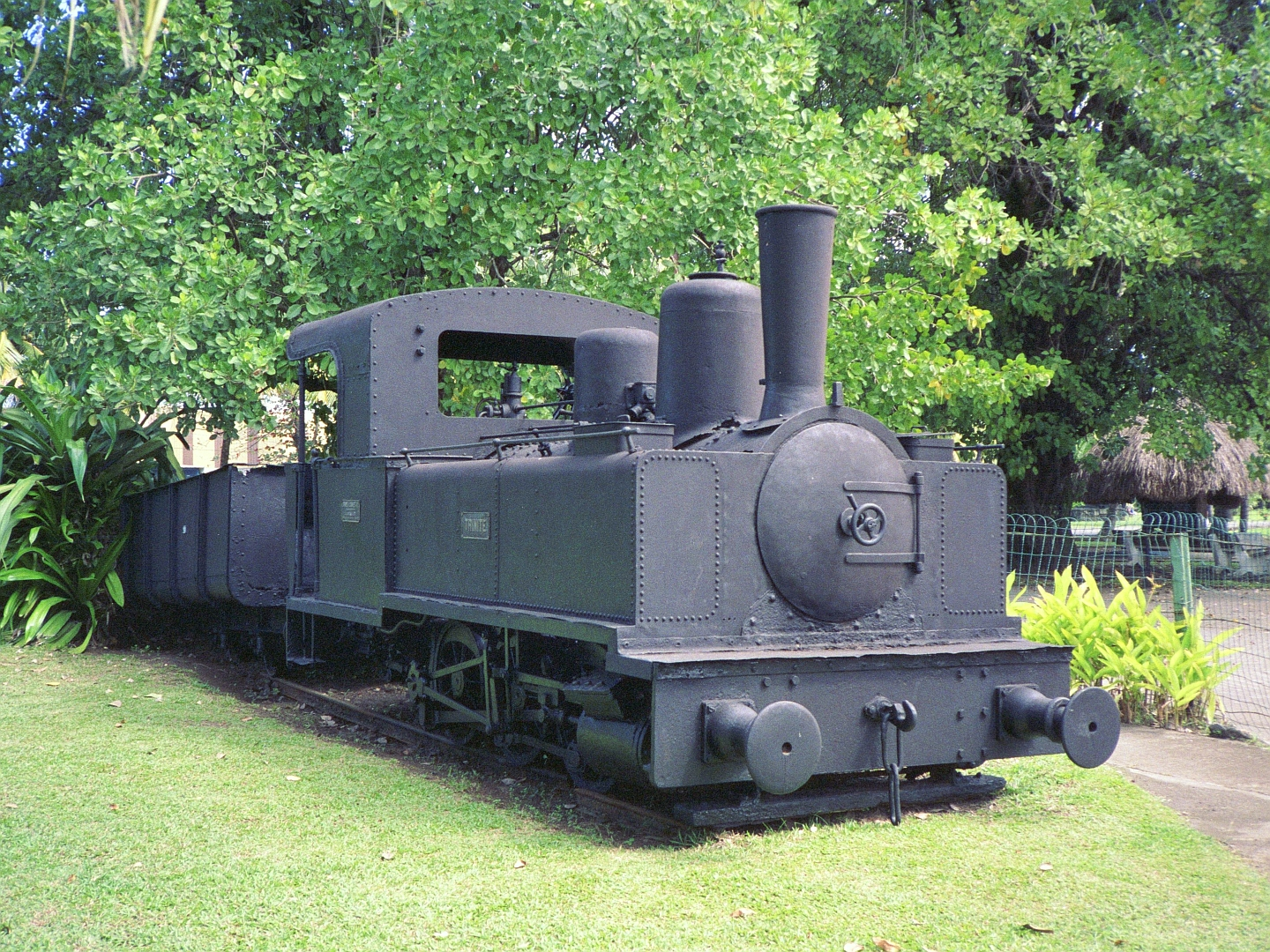
Antiguo tren de las Plantaciones de Martinica (030-T-Corpet)

A principios del siglo XX, Martinica contaba con más de 240 km de vías férreas al servicio de las fábricas de azúcar (transporte de caña). Sólo queda un tren turístico en Sainte-Marie entre la casa Saint-James y el museo del plátano.

## Energía
Martinica forma parte de las zonas no interconectadas a la red metropolitana continental (ZNI) que, por tanto, deben producir ellos mismos la electricidad que consumen. Por ello, las ZNI disponen de una legislación específica en materia de producción y distribución de electricidad.
El mix energético de Martinica está marcado por una importancia muy fuerte de la producción de energía térmica. Al mismo tiempo, el consumo de electricidad de la isla ha descendido ligeramente. Estos resultados pueden atribuirse a los esfuerzos de información y sensibilización de las regiones, la Agencia de Medio Ambiente y Gestión de la Energía (ADEME) y las empresas energéticas en favor del ahorro energético, pero también al contexto de declive demográfico del territorio.
A pesar de estos resultados, el control del consumo de electricidad del Territorio sigue siendo una cuestión central, dado el bajo potencial energético del Territorio en comparación con otros territorios de ultramar, como Guadalupe y Reunión.
Martinica y sus habitantes se enfrentan, por tanto, a una doble necesidad: seguir reforzando el control del consumo de electricidad y desarrollar al mismo tiempo las energías renovables para reducir la contaminación ambiental debida a la producción de electricidad de origen térmico.

### Energías renovables
La explotación de las energías renovables en Martinica comenzó tarde, ya que las características de la isla se consideraban antes poco favorables para su desarrollo. Sin embargo, los esfuerzos de la población y de los proveedores de energía se encaminan hacia una mayor proporción de energías renovables en el futuro mix energético de Martinica.
El artículo 56 de la Ley Grenelle I n.º 2009-967, de 3 de agosto de 2009, relativa a la aplicación del Foro Grenelle del Medio Ambiente, establece las disposiciones para ultramar: en el caso de Martinica, el objetivo energético es alcanzar el 50% de energía renovable en el consumo final para 2020. La autonomía energética está prevista para 2030.
Como la red de distribución de electricidad de Martinica no está interconectada con las islas vecinas, y mucho menos con la red metropolitana del continente, el decreto del 23 de abril de 2008 se aplica a la gestión de las energías denominadas intermitentes: eólica, fotovoltaica y marina: toda instalación de producción de energía solar y eólica con una capacidad superior a 3 kWp y que no esté equipada con un sistema de almacenamiento es susceptible de ser desconectada de la red por el gestor de la misma una vez alcanzado el umbral del 30% de potencia activa aleatoria inyectada en la red.

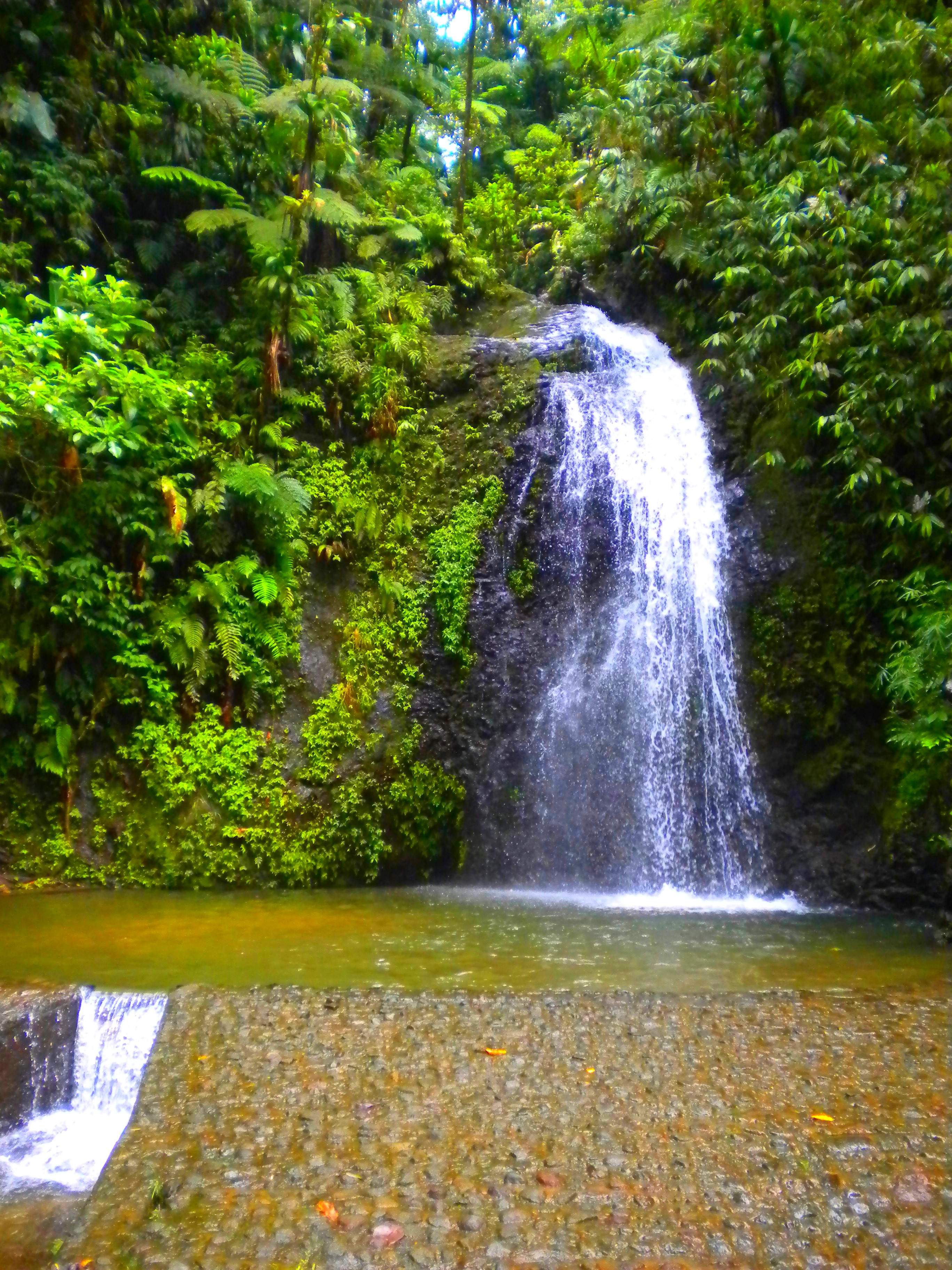
Cascada de Saut-Gendarme

Así pues, la consecución de los objetivos de la ley Grenelle I está supeditada al desarrollo de estructuras con una potencia máxima de 3 kWp o menos, o a la incorporación de dispositivos de almacenamiento a las instalaciones de producción.

## Agua
El 90% del agua distribuida por la red de agua potable de Martinica procede de tomas de agua pluvial en cinco zonas de captación. Así, aunque no haya escasez de agua, la situación se vuelve muy crítica en el periodo de Cuaresma, con extracciones que llevan a la desecación de varios ríos ".
Los recursos hídricos son abundantes pero están distribuidos de forma desigual: Cuatro municipios (Saint-Joseph, Gros-Morne, le Lorrain y Fort-de-France) proporcionan el 85% del agua potable de Martinica.
No hay captación de agua en el sur de la isla. El agua que se consume en el Sur procede exclusivamente de las extracciones del Norte y del Centro (principalmente del río Blanche que desemboca en el Lézarde, el Capot, y el Dumauzé). Así, el 60% del total se extrae de un solo río (el Lézarde y su afluente el río Blanche)... Esta concentración de extracciones puede constituir un riesgo en una situación de crisis, como una sequía por ejemplo.

## Telecomunicaciones

### Telefonía móvil
En Martinica hay tres redes de telefonía móvil: Orange, SFR Caraïbe y Digicel. La llegada de Free, en colaboración con Digicel, fue prevista para 2020.
Según Arcep, a mediados de 2018, Martinica está cubierta en un 99% por 4G.

### Televisión
El paquete de TDT incluye 10 canales gratuitos: 4 canales nacionales del grupo France Télévisions, el canal de noticias France 24, Arte y 4 canales locales Martinique 1re, ViàATV, KMT Télévision. Zouk TV dejó de emitir en abril de 2021 y será sustituida posteriormente por Zitata TV, cuya emisión se retrasa tras la pandemia de cóvidos de 1974.
Los telespectadores de Martinica no tienen acceso gratuito a otras cadenas nacionales gratuitas del paquete de TDT en la Francia continental (grupo TF1, grupo M6, etc.)
Los espectadores de los territorios franceses de ultramar tampoco tienen acceso gratuito al canal cultural de servicio público "culturebox", que no se emite localmente en la TDT.
El paquete satelital en francés Canal+ Caraïbes está disponible en el territorio.

### Teléfono e Internet
A principios de 2019, Orange puso en servicio "Kanawa", un nuevo cable submarino que une Martinica con la Guayana Francesa.
Martinica también está conectada por otros cables submarinos78: ECFS (en), Americas-2 (en) y Southern Caribbean Fiber.

## Deportes

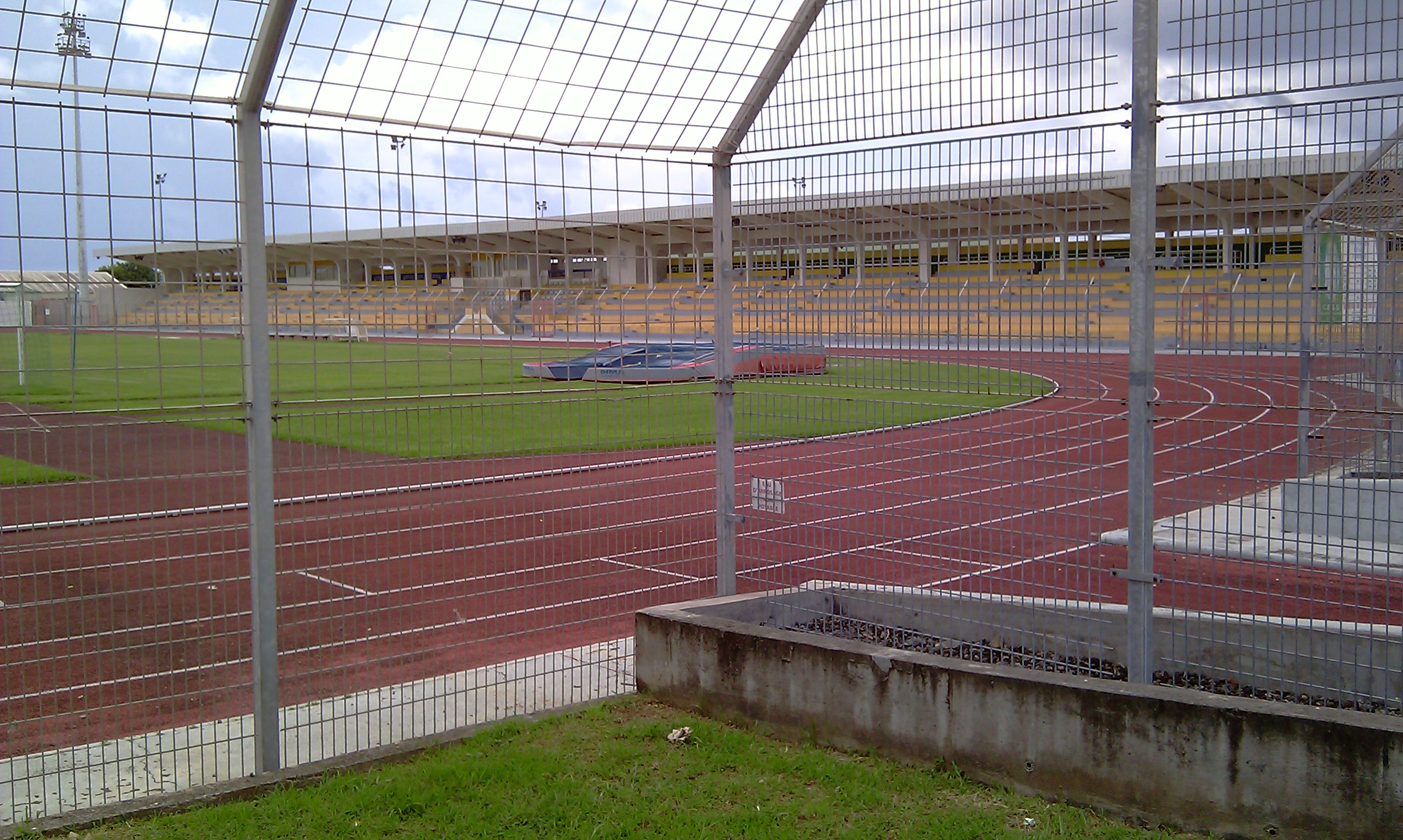
Estadio Louis Achille, en Fort de France

Martinica no participa en los Juegos Panamericanos ni en los Juegos Olímpicos, al igual que las delegaciones de Guadalupe, Guayana Francesa, San Pedro y Miquelón, Anguila, Montserrat, Islas Turcas y Caicos y Groenlandia, ya que no son países independientes avalados por la ODEPA (Organización Deportiva Panamericana) y no tienen comités olímpicos reconocidos por el Comité Olímpico Internacional.

### Fútbol
La selección de fútbol de Martinica está afiliada a la Concacaf, pero no a la FIFA, por lo que no juega en las Clasificatorias de la Copa Mundial, pero puede jugar partidos amistosos y torneos de la Concacaf como la Liga de Naciones de la Concacaf y la Copa de Oro.

Martinica tiene su propia liga de fútbol conocida como Ligue de Football de Martinique. El campeonato de fútbol masculino de Martinica, es conocido como Regional 1 (R1) - Trophée Gérard Janvion, y  es una competición de fútbol de primer nivel local en el territorio. Se celebra anualmente en forma de campeonato entre catorce clubes de aficionados entre los meses de septiembre y mayo. La competición está organizada por la Liga de Fútbol de Martinica y, aunque los clubes de la liga están afiliados a la Federación Francesa de Fútbol, no hay promoción a los campeonatos nacionales franceses.

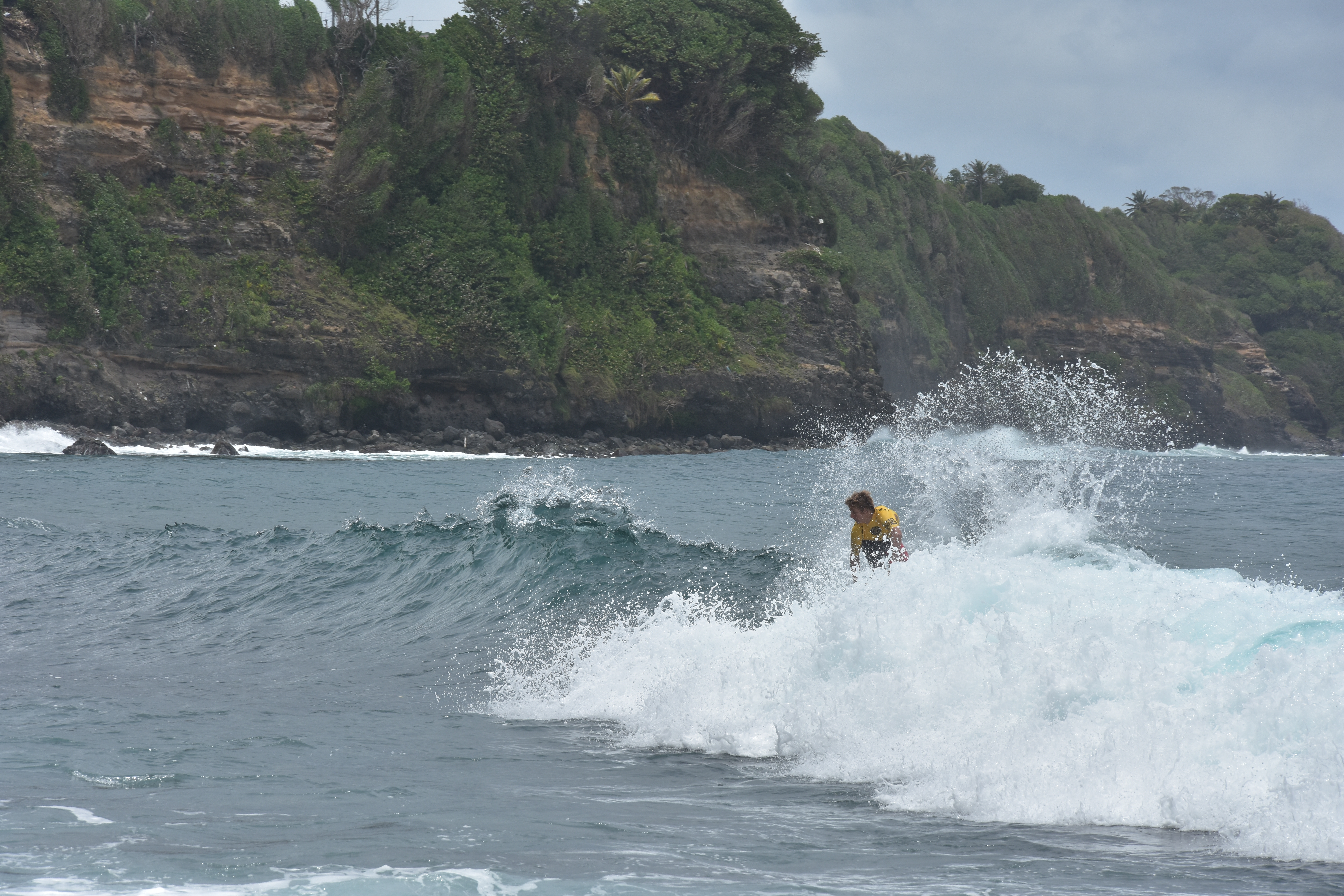
153 Campeonato international de surf, Basse-Pointe, Martinica

Al final del campeonato de veintiséis días (dos etapas), los cuatro primeros equipos se clasifican para la Ligue Antilles, mientras que los tres últimos descienden a la división inferior, la Régionale 2.

### Surf
El Martinique Surf Pro es una competición internacional de surf que se celebra cada año en abril en Basse-Pointe (Martinica). Fue creado en 2015 por dos martiniqués, Nicolas Ursulet y Nicolas Clémenté y está organizado por el Caribbean Surf Project (CSP). Es la única competición caribeña en la World Surf League, el campeonato mundial de surf. Forma parte del calendario de la World Qualifying Series, la liga de entrada al circuito de élite de la WSL, el Championship Tour.

### Regatas
El Tour de Martinica de las Yoles Rondes es una regata anual de vela, el mayor evento deportivo de la isla, que tiene lugar a finales de julio y principios de agosto y es muy popular entre los espectadores.

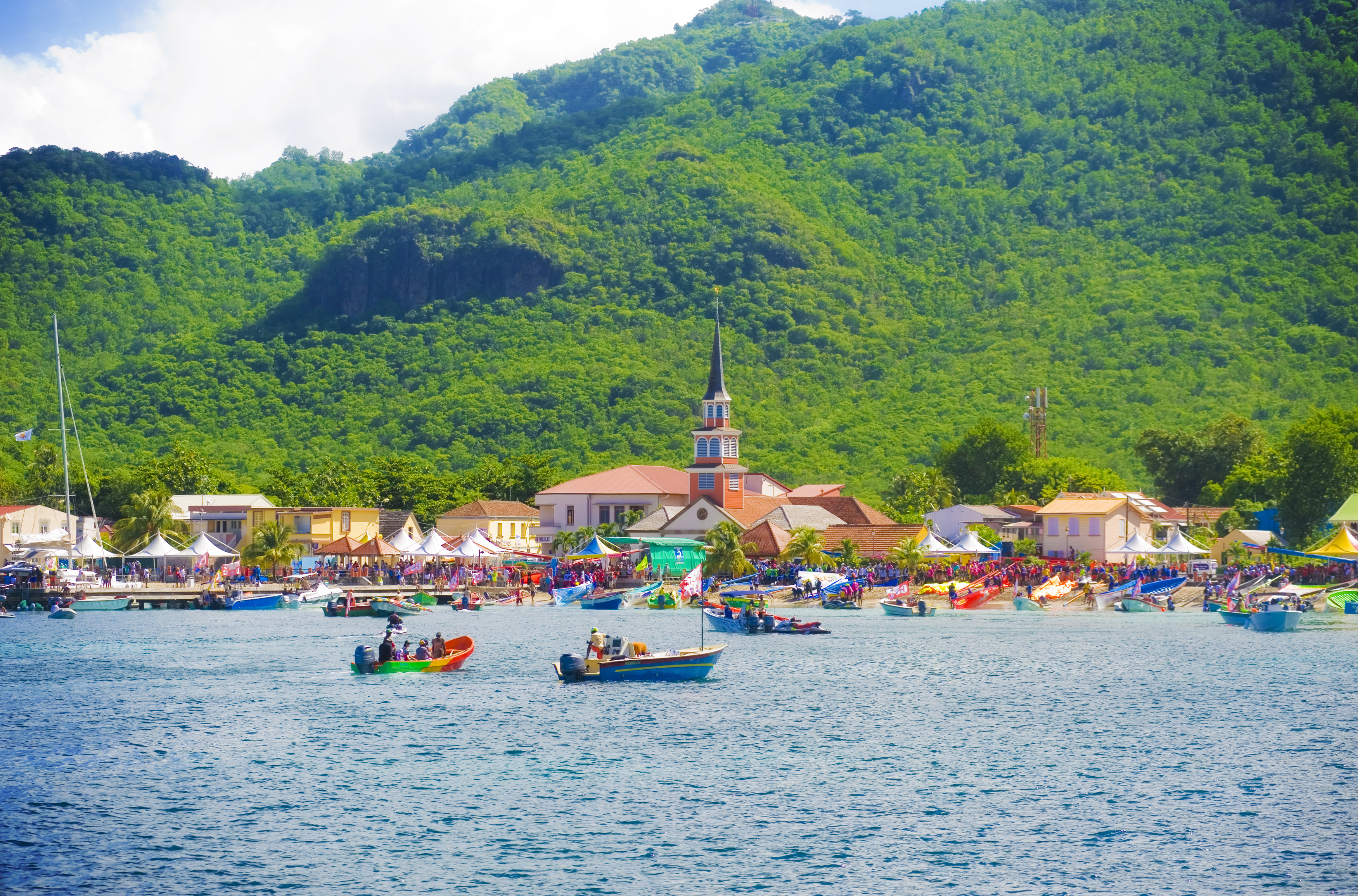
El Tour en 2019

El evento está organizado por la Fédération des yoles rondes. Las tripulaciones circunvalan Martinica en un recorrido de 180 kilómetros en ocho etapas. La carrera comienza con una contrarreloj prólogo desde la ciudad de salida.
La contrarreloj determina el orden de salida de los diez primeros barcos, y el tiempo entre las salidas está determinado por la ventaja de cada barco sobre el siguiente durante el prólogo; todos los barcos por debajo de los diez primeros salen simultáneamente. Las siete etapas siguientes rodean la isla. La etapa que rodea la parte sur de la isla, comenzando en la comuna de Le Diamant, pasando por Sainte-Anne y terminando en Le François, se conoce como el Défi de l'Espace Sud (Zona de Desafío del Sur).

### Balonmano
El Campeonato de Balonmano de Martinica, organizado por la Liga de Balonmano de Martinica, concluye con la Poule des As (play off) que determina el campeón de Martinica en las categorías femenina y masculina. La Poule des As es un evento muy popular en Martinica, los pabellones se llenan para las finales que se celebran en el Palacio de Deportes de Lamentin.
La división más alta es la Pré-Nationale, equivalente a la Pré-Nationale (o incluso a la Nationale 3) en la Francia metropolitana. Los campeones de la Poule des As acuden cada año a la Francia Metropolitana para disputar la final de los Campeonatos de Francia de Balonmano de N1, N2 y N3 Femenino, N2 y N3 Masculino Metropolitano/Ultra Marines.
Los ganadores (femeninos y masculinos) de la Copa Martinica de Balonmano,  reciben una recompensa de 10 000 euros. Los principales jugadores del Campeonato de Balonmano de Martinica en los últimos años han sido: Katty Piejos, Cédric Sorhaindo, Joël Abati.

## Símbolos

Bandera de la Colectividad Territorial de Martinica

### Bandera''Ipséité''
Desde el 10 de mayo de 2019, Martinica tiene una bandera territorial "Ipséité" y un himno territorial Lorizon. El Presidente del Consejo Ejecutivo de la Colectividad Territorial de Martinica (CTM) ha elegido esta bandera para la representación de Martinica durante eventos deportivos o culturales internacionales, tras el concurso lanzado a finales de 2018 por la CTM. La bandera, elegida entre las tres seleccionadas por consulta en internet, fue presentada el 10 de mayo de 2019 ; evoca ocho de las diferentes lenguas habladas tras la colonización de la isla por los europeos: francés, criollo martiniqués, inglés, español, portugués, italiano, chino y árabe. Sin embargo, en Martinica, esta bandera es controvertida entre algunos partidarios de la "bandera roja, verde y negra".

### Bandera Nacionalista
La bandera nacionalista roja, verde y negra de Martinica no es oficial pero es reivindicada por algunas organizaciones nacionalistas e independentistas (como la Organisation de la jeunesse anticolonialiste de Martinique (OJAM, Organización Juvenil Anticolonialista de Martinica)), con la notable excepción del Mouvement indépendantiste martiniquais (MIM, Movimiento Independentista Martinicano). Estos colores son también los del Partido Progresista de Martinica (PPM) fundado por Aimé Césaire, cuyo féretro fue cubierto con esta bandera en su funeral. Esta bandera y estos colores fueron retomados en octubre de 2019, por el cantante martiniqués Kalash en un polémico video.

### Bandera de las 4 serpientes

Bandera de las 4 serpientes

La bandera azul y blanca con las cuatro serpientes: era originalmente la de las fuerzas reales francesas instaladas en Martinica y poco a poco se convirtió en la bandera oficial de la colonia, por la ordenanza del 4 de agosto de 1766 que obligaba a "todos los capitanes y patrones de barcos, buques, goletas y embarcaciones de Martinica y Santa Lucía, a llevar una bandera distintiva que marque la de estas dos colonias". Estaba presente en las crestas de los gendarmes de Martinica y en la comisaría de Fort-de-France. Asimismo, en el ámbito deportivo, la mayoría de las selecciones de Martinica (fútbol, balonmano, ciclismo...) utilizan  los colores de esta bandera. También es el emoji Unicode de Martinica. Sin embargo, su uso ha suscitado un debate en Martinica: algunos lo consideran un símbolo racista que recuerda a la trata de esclavos, especialmente el "Comité Nacional de Reparación (de la esclavitud)" o el Consejo Representativo de Asociaciones Negras de Francia (CRAN).